# Brocas
Pour les articles homonymes, voir Brocas.
Brocas (prononcer [bʁɔka]; Brocars, en occitan) est une commune du Sud-Ouest de la France, située dans le département des Landes (région Nouvelle-Aquitaine). Au sein du parc naturel régional des Landes de Gascogne, Brocas est traversée par l'Estrigon.
La commune a vu sa population sensiblement augmenter au XIXe siècle à la suite de la fondation, par la famille Larreillet, des premières forges de Brocas, en 1832. Cette activité aujourd'hui révolue, fait l'objet du musée des forges de Brocas. À partir des années 1860, la population communale a lentement diminué ; cette tendance s'est inversée depuis le début des années 1980, en partie grâce à la proximité d'une base militaire.
Brocas est également une place tauromachique reconnue avec la présence des arènes de Brocas ainsi que de la ganadería de Malabat.
Brocas est jumelée avec la municipalité de cantons unis de Latulipe et Gaboury (Québec au Canada).
La commune de Brocas est engagée dans une démarche d'ouverture des données publiques ou open data depuis 2011.
Les habitants de Brocas sont les Brocassais.

## Géographie

### Localisation
La commune est située au cœur des landes de Gascogne à une quinzaine de kilomètres au nord de Mont-de-Marsan.

### Communes limitrophes
Les communes limitrophes sont Vert, Bélis, Canenx-et-Réaut, Cère, Garein, Labrit et Maillères.
| Vert   | Labrit | Bélis           |
| Garein | Brocas | Maillères       |
|        | Cère   | Canenx-et-Réaut |

### Géologie et relief
Entourée par la forêt des Landes, la commune se trouve à la limite sud du parc naturel régional des Landes de Gascogne.
On trouve une roche très ferrugineuse, de couleur rouge, la garluche.
Le point le moins élevé se trouve à une altitude d’environ 54 mètres ; il se trouve au sud, à l’endroit où l’Estrigon sort du territoire de la commune. À l’est de la commune, deux points se situent à une altitude d’environ 111 mètres : l'un à quelques mètres de la frontière entre Brocas et Bélis, l’autre un peu plus au sud au niveau du tripoint entre Brocas, Bélis et Maillères.

### Hydrographie
Les terres de la commune sont arrosées par l'Estrigon, affluent droit de la Midouze, elle-même affluent de l'Adour. Ses affluents sur la commune sont :
- le ruisseau Las Garrègues, affluent droit qui passe brièvement sur la commune[7] ;
- le ruisseau de Biensang, affluent gauche de 6,4 km qui prend sa source sur la commune limitrophe de Labrit[8] ;
- un ruisseau sans nom, affluent droit de 1,3 km qui coule intégralement sur Brocas[9] ;
- le ruisseau de Champoou, affluent droit de 5 km qui coule intégralement sur Brocas[10] ;
- le ruisseau de Barbe, affluent gauche de 6,3 km qui prend sa source sur la commune limitrophe de Canenx-et-Réaut[11] ;
- Le Bario, affluent droit de 3 km qui coule intégralement sur Brocas[12] ;

La commune se trouve intégralement dans le bassin versant de l'Estrigon et donc dans le périmètre de l’agence de l’eau Adour-Garonne.

### Climat
Pour des articles plus généraux, voir Climat de la Nouvelle-Aquitaine et Climat des Landes.
Historiquement, la commune est exposée à un climat océanique aquitain.  
En 2020, Météo-France publie une typologie des climats de la France métropolitaine dans laquelle la commune est exposée à un climat océanique et est dans la région climatique  Aquitaine, Gascogne, caractérisée par une pluviométrie abondante au printemps, modérée en automne, un faible ensoleillement au printemps, un été chaud (19,5 °C), des vents faibles, des brouillards fréquents en automne et en hiver et des orages fréquents en été (15 à 20 jours).
Pour la période 1971-2000, la température annuelle moyenne est de 13,3 °C, avec une amplitude thermique annuelle de 14,4 °C. Le cumul annuel moyen de précipitations est de 1 025 mm, avec 12,1 jours de précipitations en janvier et 7,4 jours en juillet. Pour la période 1991-2020, la température moyenne annuelle observée sur la station météorologique la plus proche, située sur la commune de Mont-de-Marsan à 17 km à vol d'oiseau, est de 13,8 °C et le cumul annuel moyen de précipitations est de 918,1 mm,. Pour l'avenir, les paramètres climatiques de la commune estimés pour 2050 selon différents scénarios d'émission de gaz à effet de serre sont consultables sur un site dédié publié par Météo-France en novembre 2022.

## Urbanisme

### Typologie
Au 1er janvier 2024, Brocas est catégorisée commune rurale à habitat dispersé, selon la nouvelle grille communale de densité à sept niveaux définie par l'Insee en 2022.
Elle est située hors unité urbaine. Par ailleurs la commune fait partie de l'aire d'attraction de Mont-de-Marsan, dont elle est une commune de la couronne,. Cette aire, qui regroupe 101 communes, est catégorisée dans les aires de 50 000 à moins de 200 000 habitants,.

### Occupation des sols

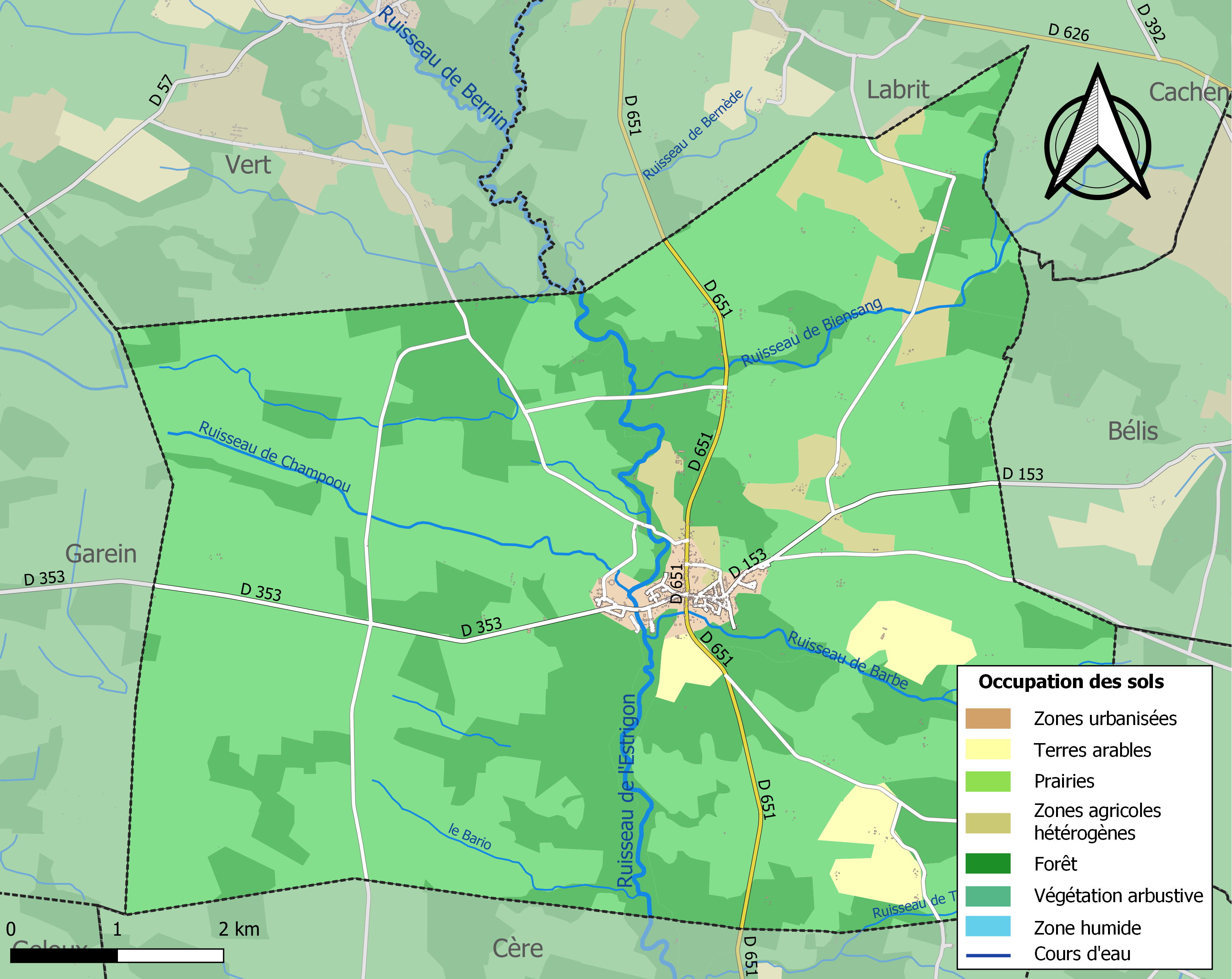
Carte des infrastructures et de l'occupation des sols de la commune en 2018 (CLC).

L'occupation des sols de la commune, telle qu'elle ressort de la base de données européenne d’occupation biophysique des sols Corine Land Cover (CLC), est marquée par l'importance des forêts et milieux semi-naturels (91,8 % en 2018), en diminution par rapport à 1990 (94,7 %). La répartition détaillée en 2018 est la suivante : milieux à végétation arbustive et/ou herbacée (60,5 %), forêts (31,3 %), zones agricoles hétérogènes (4 %), terres arables (2,8 %), zones urbanisées (1,4 %). L'évolution de l’occupation des sols de la commune et de ses infrastructures peut être observée sur les différentes représentations cartographiques du territoire : la carte de Cassini (XVIIIe siècle), la carte d'état-major (1820-1866) et les cartes ou photos aériennes de l'IGN pour la période actuelle (1950 à aujourd'hui).

### Logements
En 2009, le nombre total de logements dans la commune était de 419. Parmi ces logements, 82,8 % étaient des résidences principales, 9,3 % des résidences secondaires et 7,9 % des logements vacants.
Ces logements étaient pour 90,8 % d'entre eux, des maisons individuelles et pour 9,2 % des appartements. La proportion des résidences principales propriétés de leurs occupants était de 65,3 %.

### Morphologie urbaine

Photographies aériennes de Brocas : évolution depuis 1950
1950.
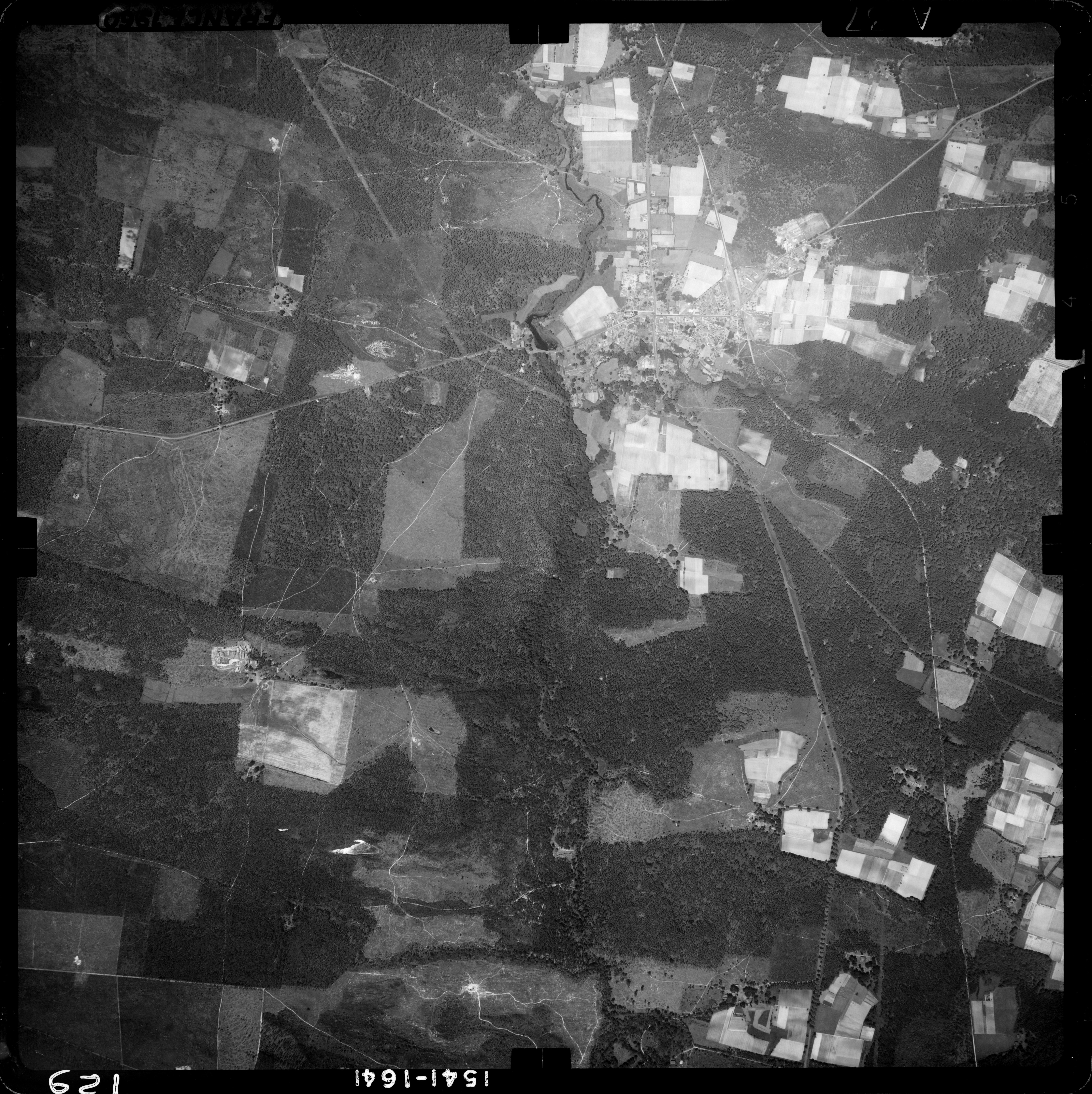
1960.
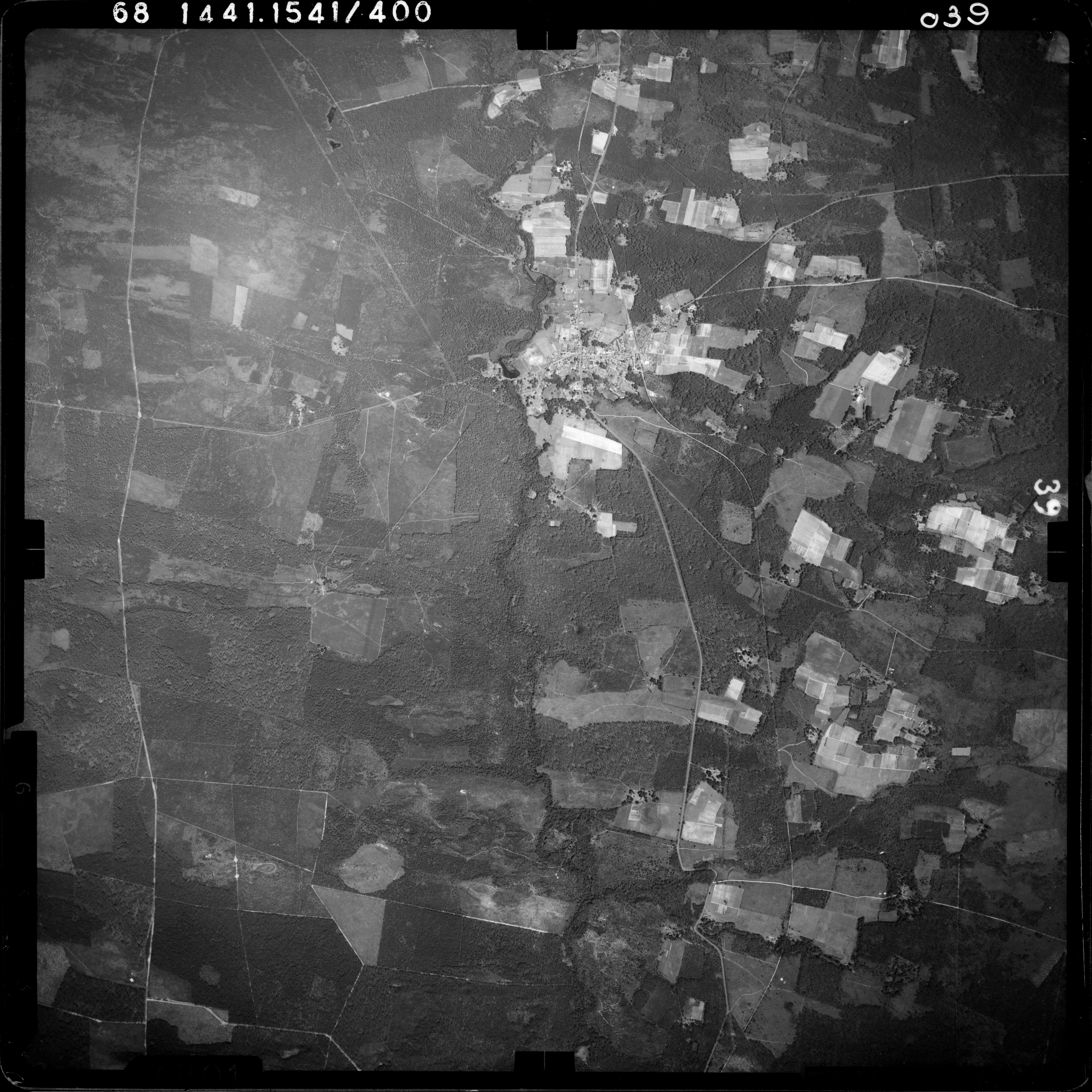
1968.
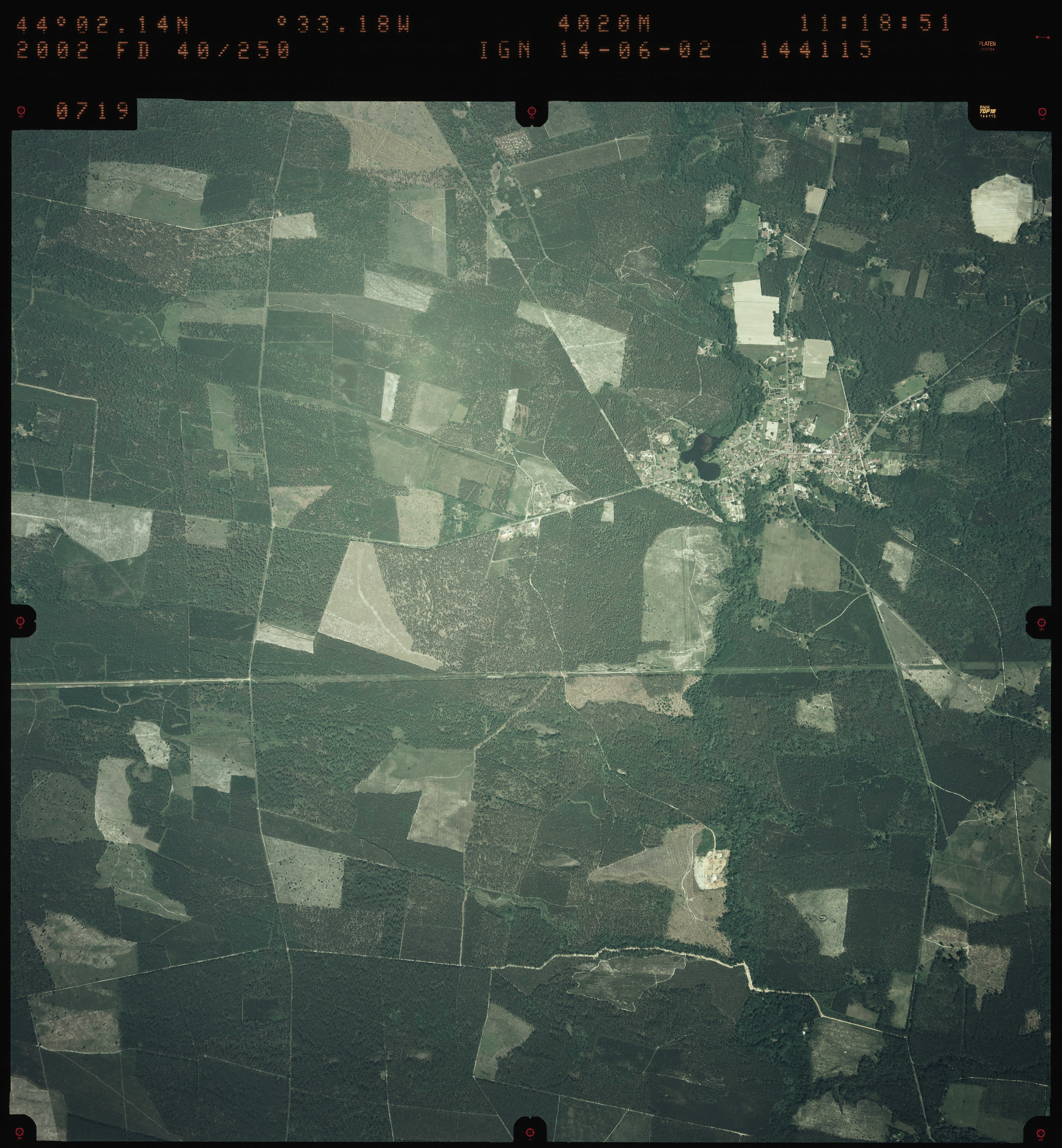
2002.

### Voies de communication et transports
Le bourg est traversé par la route départementale 651 (ancienne route nationale 651 déclassée en 1972), qui le relie à Cère puis Mont-de-Marsan au sud et Labrit au nord. Du centre du village partent les routes départementales 353 se dirigeant vers Garein et 153 se dirigeant vers Bélis. Quelques autres voies traversent la commune et relient notamment le bourg à Vert, Canenx-et-Réaut et Maillères.
La gare de Brocas se situait sur la ligne de chemin de fer reliant Luxey à Mont-de-Marsan, exploitée à partir de 1905 et aujourd'hui fermée. Situé au nord-est du bourg, le bâtiment est devenu une habitation.
En mars 2013, la commune est desservie trois fois par semaine par la ligne 24 (Sabres - Mont-de-Marsan) du réseau de cars XL'R.

### Risques majeurs
Le territoire de la commune de Brocas est vulnérable à différents aléas naturels : météorologiques (tempête, orage, neige, grand froid, canicule ou sécheresse), feux de forêts, mouvements de terrains et séisme (sismicité très faible). Un site publié par le BRGM permet d'évaluer simplement et rapidement les risques d'un bien localisé soit par son adresse soit par le numéro de sa parcelle.
Brocas est exposée au risque de feu de forêt. Depuis le 20 avril 2016, les départements de la Gironde, des Landes et de Lot-et-Garonne disposent d’un règlement interdépartemental de protection de la forêt contre les incendies. Ce règlement vise à mieux prévenir les incendies de forêt, à faciliter les interventions des services et à limiter les conséquences, que ce soit par le débroussaillement, la limitation de l’apport du feu ou la réglementation des activités en forêt. Il définit en particulier cinq niveaux de vigilance croissants auxquels sont associés différentes mesures,.
Les mouvements de terrains susceptibles de se produire sur la commune sont des tassements différentiels.

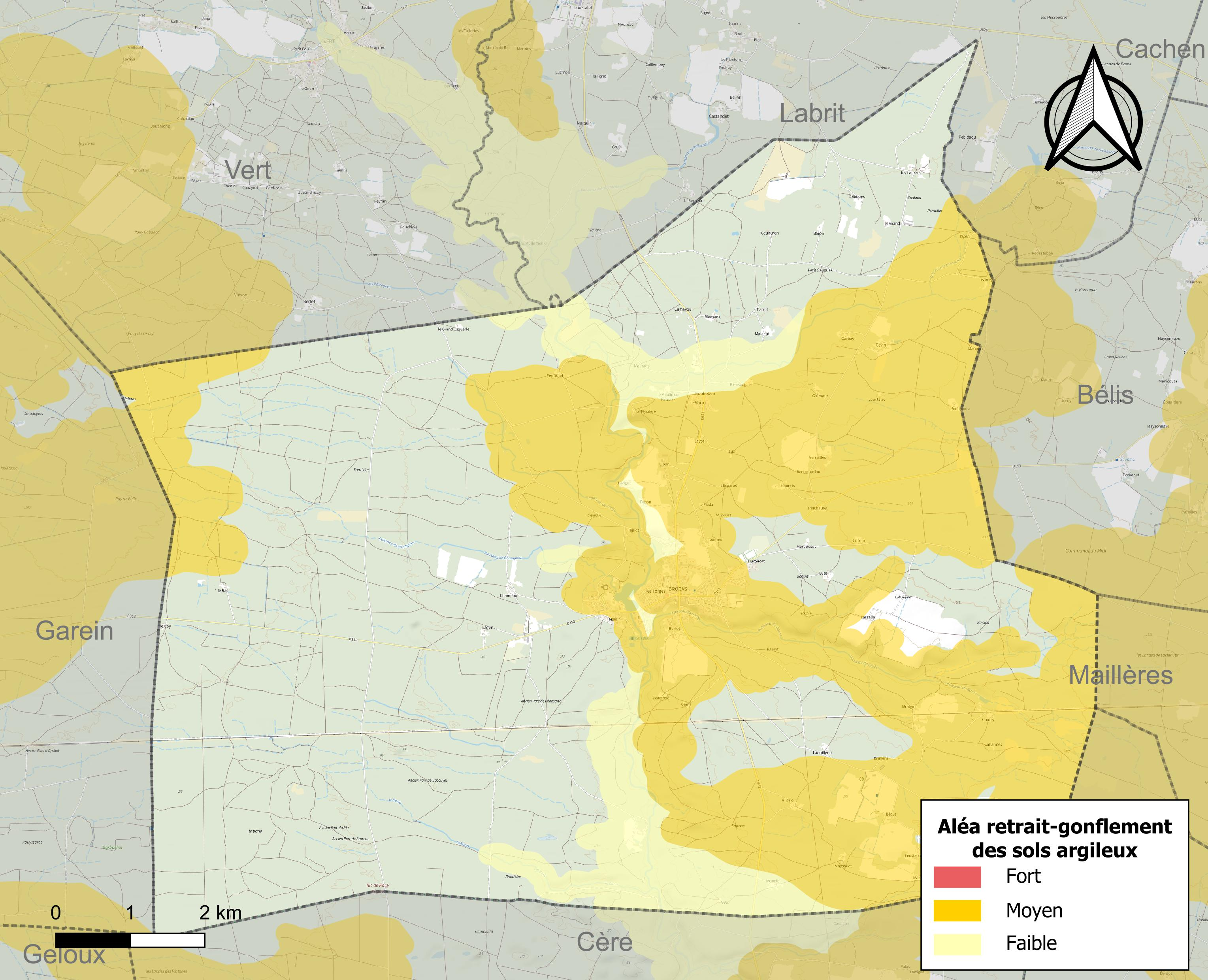
Carte des zones d'aléa retrait-gonflement des sols argileux de Brocas.

Le retrait-gonflement des sols argileux est susceptible d'engendrer des dommages importants aux bâtiments en cas d’alternance de périodes de sécheresse et de pluie. 39,2 % de la superficie communale est en aléa moyen ou fort (19,2 % au niveau départemental et 48,5 % au niveau national). Sur les 385 bâtiments dénombrés sur la commune en 2019, 334 sont en aléa moyen ou fort, soit 87 %, à comparer aux 17 % au niveau départemental et 54 % au niveau national. Une cartographie de l'exposition du territoire national au retrait gonflement des sols argileux est disponible sur le site du BRGM,.
La commune a été reconnue en état de catastrophe naturelle au titre des dommages causés par les inondations et coulées de boue survenues en 1999 et 2009 et par des mouvements de terrain en 1999

## Toponymie
« Brocas » est la francisation du mot occitan Brocars (1009), qui se prononce [bru'kas]. Ce nom est formé sur « bròc » (latin brocca = chose pointue > épine) + « -ar » (suffixe collectif végétal, latin -are) + « -s » (renforcement du sens collectif) : terrain à la végétation épineuse (ronces, ajoncs…).

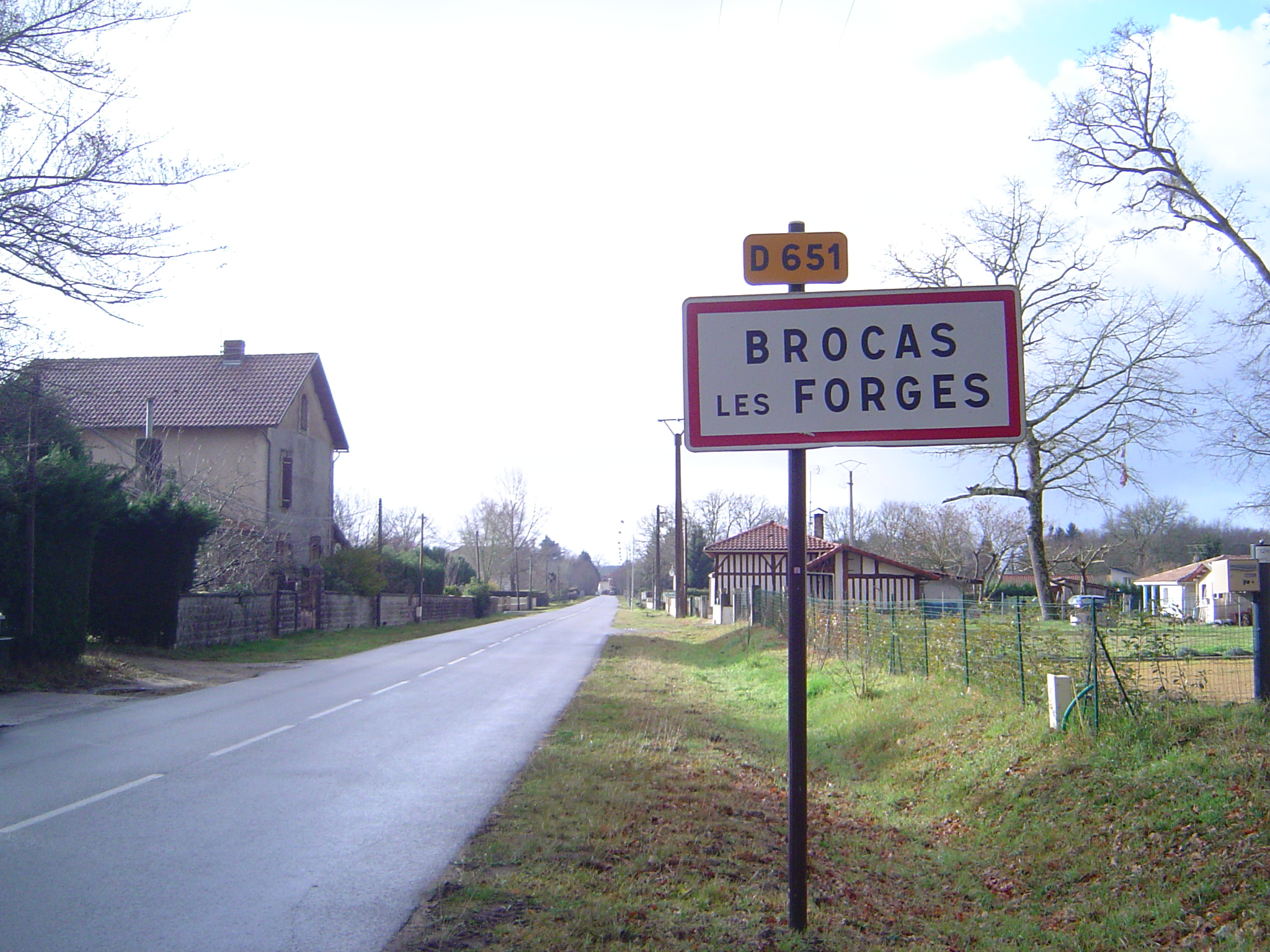
Panneau à l'entrée nord de Brocas.

La ville s'appelait précédemment Brocas-Les-Forges, nom lié aux anciennes forges de Brocas. Aujourd'hui, si le nom officiel de la commune est Brocas, les panneaux d'entrée dans le village indiquent toujours « Brocas-les-Forges ».

### Villages, hameaux, écarts, lieux-dits
La commune compte plusieurs villages, hameaux, écarts, etc. Les plus importants sont les Forges (en continuité du bourg), Pinchauret (à l’est du bourg) et Bouheben (au nord).
Parmi les toponymes et lieux-dits, on trouve : Barbon, Bécut, Béron, Bertet, Berthoumiou, Biensang, Bonvin, Branens, Cabannes, Camayou, Carrot, Cavin, Champoou, le Coy, Clavé, Coutry, Curron, Espagne, l’Esparbé, Garbay, Gouhuron, le Grand Esquerle, Guiraout, Hourats, Huroucat, Lagun, Laouillerat, Lassalle, les Laurens, Lavigne, Layot, Libon, Loustalet, Loustaou de Haout, Luas, Luc, Maisonnave, Malabat, Marquesot, Maurans, Marquin, Maysouet, Meysouot, Mongin, Mounic, Pepon, Perroutat, le Piada, le Pin, Pouchouta, Poumès, le Ras, Sauques, Tapiot, Toupié, Tuc de Pouy Nègue, Versailles, etc.

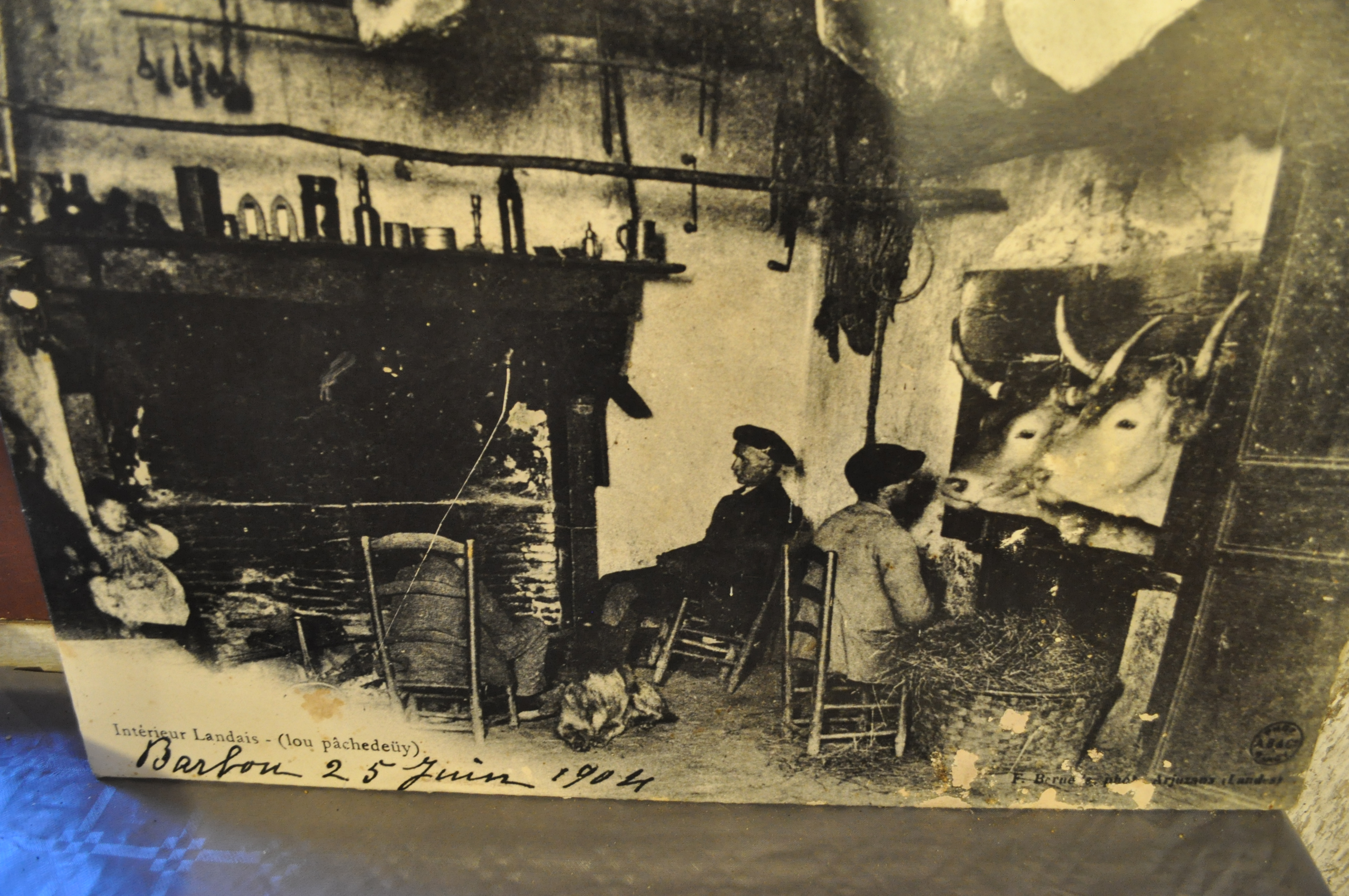
Carte postale de l'intérieur d'une ferme landaise à Barbon.

## Histoire

### Antiquité
Des traces de présence humaine sont attestées de longue date. Des vestiges du Néolithique ont été découverts à Labrit et dans la haute vallée de l’Estrigon à Brocas il y a quelques années. A. Chabas rapporte qu'en 1818 « on y détruisit [à Brocas] un tumulus où on trouva plusieurs sarcophages en pierre étrangère au pays que les fossoyeurs cassèrent avec leurs  pioches. » (Saintourens, Statistique des Landes, 1847.).
La présence d'une villa gallo-romaine est supposée par la découverte d'une mosaïque au XIXe siècle aujourd'hui perdue. Voir plus bas.

### Moyen Âge
L'église de Brocas-les-Forges est sous le vocable de Saint-Jean Évangéliste (Jean (apôtre) ; saint Babile y fut vénéré. Il existait aussi une paroisse S. Laurens (Saint Laurent de Rome), représentée en 1640 au nord du ruisseau de Barbe, entre la paroisse de Brocar et la maison noble de La Sale.
Le Curtem de Brocars' (Curtis) est un fief très ancien. En effet, au Xe siècle, Raymond de Lusignan était le possesseur du fief de Brocas. Dans la période 988-996 Raimond de Lusignan, accorde une charte au comte Guillaume Sanche de Gascogne, concernant une cour dite de Brocas. Ce dernier fit donation de cette cour (curtem de Brocares) à l’abbaye de Saint-Sever qui possédait la dîme de Brocas. Cette dîme appartenait tout entière à l’abbé qui percevait à peu près 2 sols morlans et demi de Fief.
À la fin du XIe siècle et au tout début du XIIe siècle, vers 1105, un cadet, Guillaume-Amanieu est seigneur de Brocas. Il sera présent à la Première croisade aux côtés de Gaston IV de Béarn. Arnaud, son fils, est seigneur de Brocas au début de XIIe siècle ; il sera l'auteur principal de la Maison de Brocas.
Il est bon de noter, que dans l'aire de résidence des Albret, le curtis Curtem de Brocars est le principal fief d'importance près de Labrit distant de sept kilomètres. En effet, de nouvelles découvertes ont démontré que le château de Labrit ne fut construit qu'au XIIIe siècle, entre 1225 et 1230.

### XIXesiècleetXXesiècle

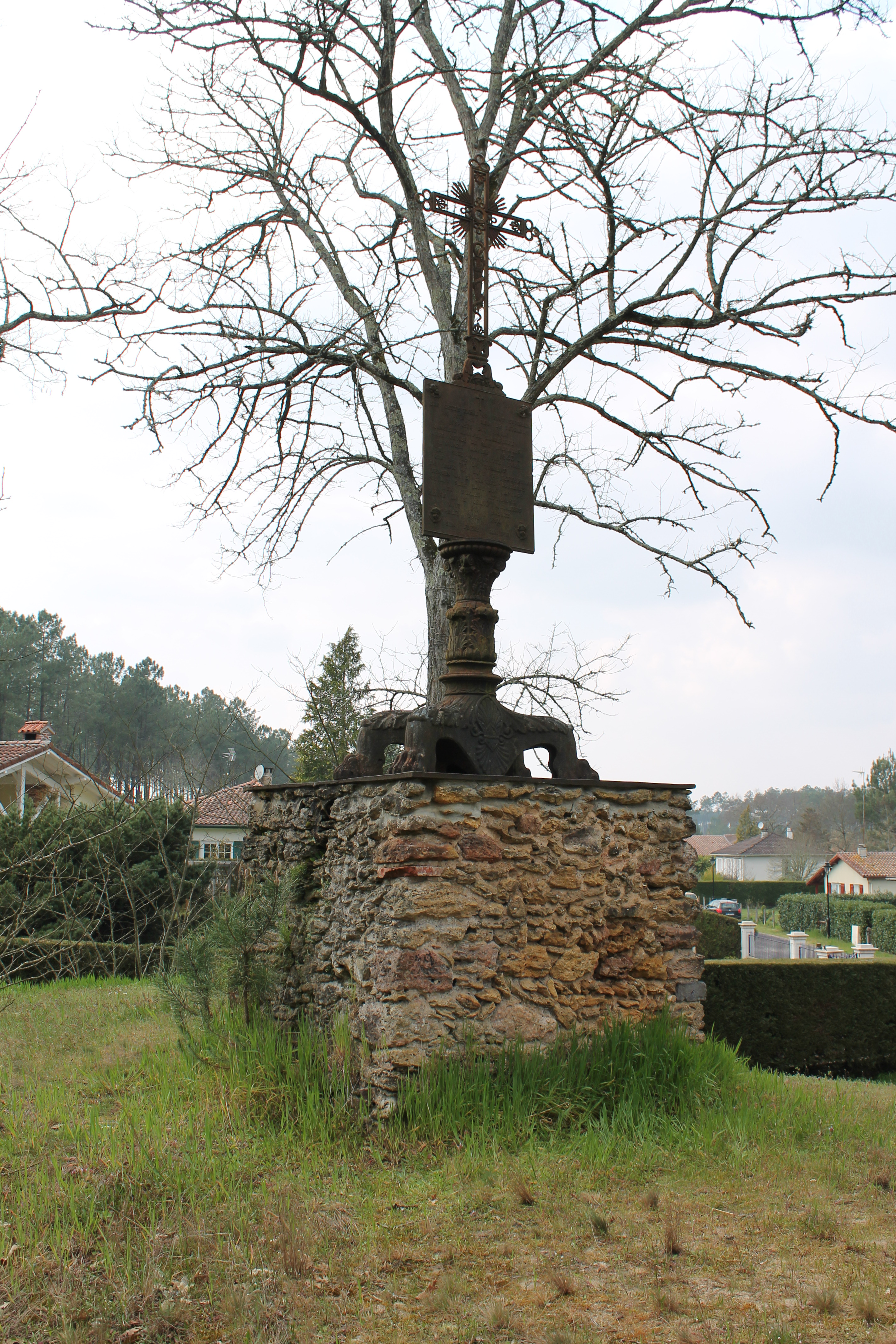
Mémorial de la catastrophe du 15 janvier 1843, à Brocas.

Le maître de forges Dominique Larreillet s'associe à ses fils, Adolphe Larreillet et son frère Camille (1796 - 1848), et fonde en 1832 les forges de Brocas. Le 15 janvier 1843, une crue de l'Estrigon est à l'origine de la noyade d'Adolphe Larreillet et de dix-sept ouvriers des forges de Brocas. Son corps n'ayant jamais été retrouvé, une rumeur locale a rapproché sa disparition et le fait qu'il aurait été ce jour-là, porteur de la paye des ouvriers de l'usine. Ce rapprochement est à l'origine d'une chanson nommée La chanson de la noyade de Brocas. Cette chanson retrace l'épisode de la noyade qui causa la mort d'Adolphe Larreillet et constitue un élément oral de la culture locale. Une transcription a été réalisée par Bernard Manciet (poète gascon, né en 1923) sous la dictée de son père Étienne. Bernard Manciet a également réalisé un enregistrement de cette chanson, disponible à la phonothèque de l'Institut d’études méridionales de la faculté des Lettres de Toulouse. Il existe à Brocas un monument en fonte commémorant la catastrophe de 1843.

## Politique et administration

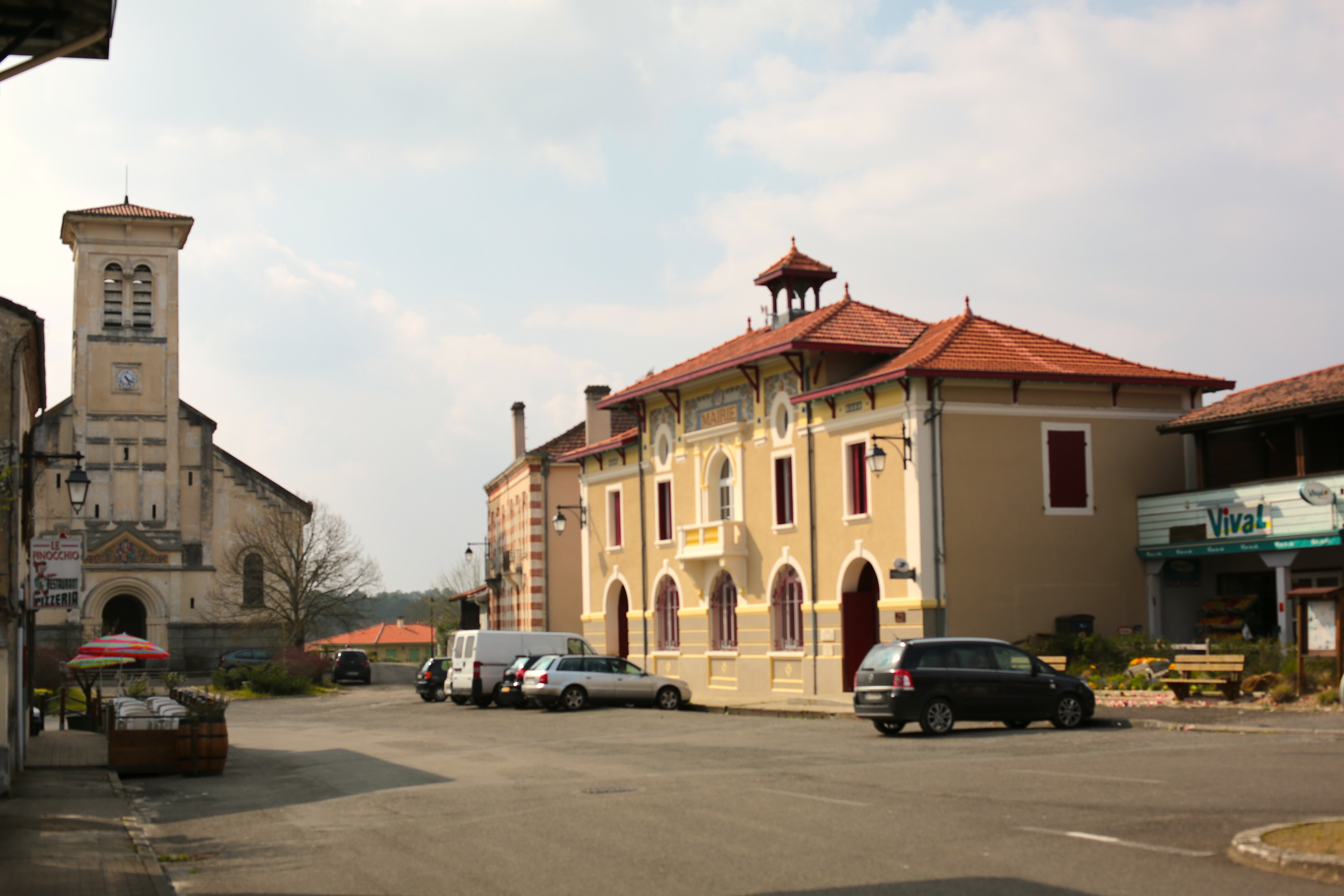
Place Robert-Bézos de Brocas : à droite, la mairie ; en face, l'église Saint-Jean-Baptiste.

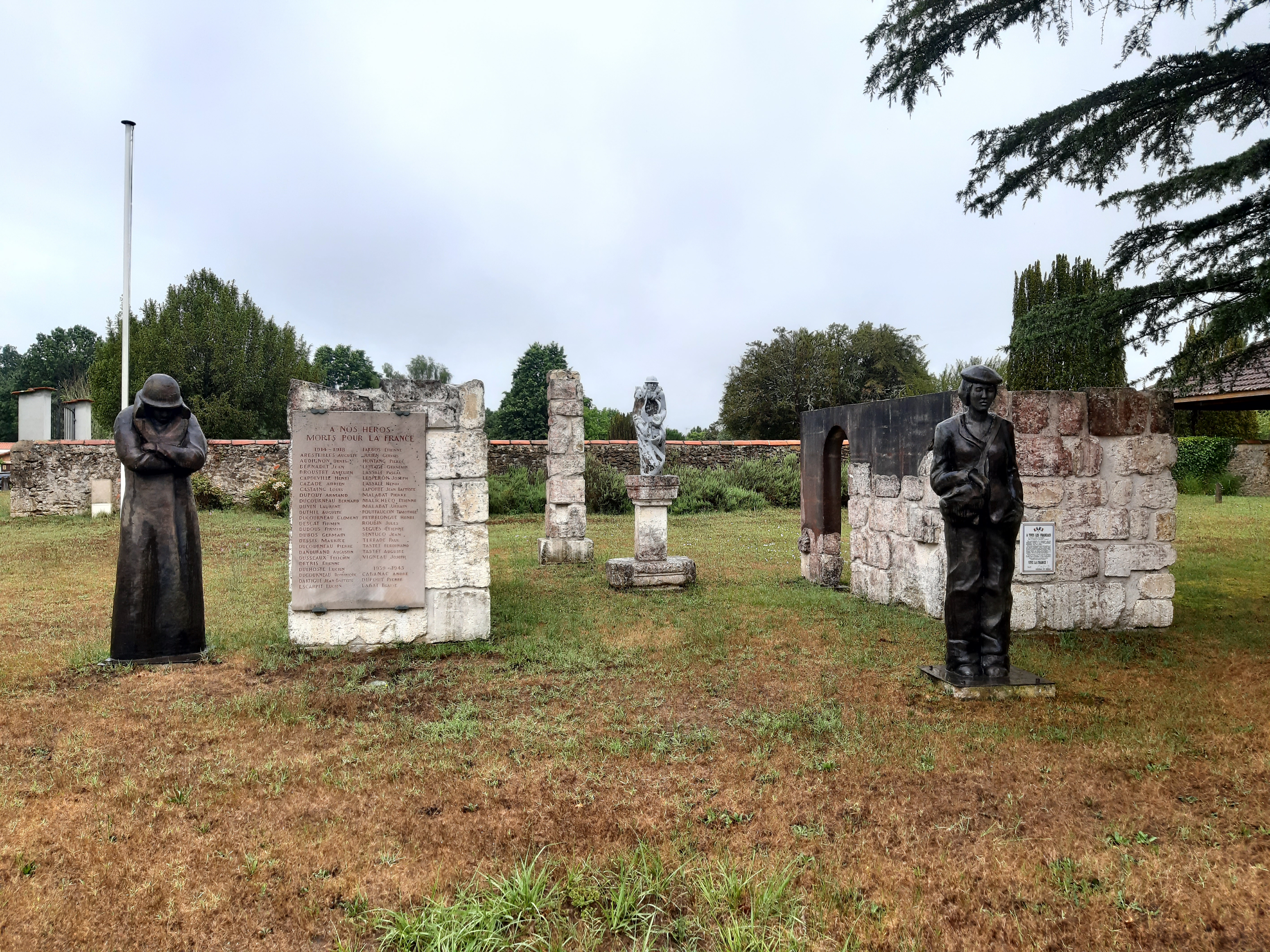
Monument aux morts de Brocas.

### Découpage administratif et intercommunalité
Brocas fait partie du canton de Labrit au sein de l'arrondissement de Mont-de-Marsan au sein du département des Landes et de la région Nouvelle-Aquitaine.
La commune a rejoint en 1999 la communauté de communes du Pays d'Albret, fusionnée en 2017 au sein de la communauté de communes Cœur Haute Lande.

### Conseil municipal
Le conseil municipal de Brocas compte 15 élus.

## Population et société

### Démographie

#### Évolution démographique
L'évolution du nombre d'habitants est connue à travers les recensements de la population effectués dans la commune depuis 1793. Pour les communes de moins de 10 000 habitants, une enquête de recensement portant sur toute la population est réalisée tous les cinq ans, les populations de référence des années intermédiaires étant quant à elles estimées par interpolation ou extrapolation. Pour la commune, le premier recensement exhaustif entrant dans le cadre du nouveau dispositif a été réalisé en 2006.
En 2022, la commune comptait 727 habitants, en évolution de −8,21 % par rapport à 2016 (Landes : +5,78 %, France hors Mayotte : +2,11 %).
| 1793 | 1800 | 1806 | 1821 | 1831 | 1836  | 1841 | 1846  | 1851  |
| ---- | ---- | ---- | ---- | ---- | ----- | ---- | ----- | ----- |
| 810  | 793  | 755  | 806  | 855  | 1 025 | 981  | 1 105 | 1 166 |

| 1856  | 1861  | 1866  | 1872  | 1876  | 1881  | 1886  | 1891  | 1896  |
| ----- | ----- | ----- | ----- | ----- | ----- | ----- | ----- | ----- |
| 1 280 | 1 261 | 1 390 | 1 272 | 1 337 | 1 251 | 1 325 | 1 293 | 1 294 |

| 1901  | 1906  | 1911  | 1921  | 1926  | 1931  | 1936 | 1946 | 1954 |
| ----- | ----- | ----- | ----- | ----- | ----- | ---- | ---- | ---- |
| 1 341 | 1 103 | 1 164 | 1 065 | 1 083 | 1 038 | 972  | 914  | 860  |

| 1962 | 1968 | 1975 | 1982 | 1990 | 1999 | 2006 | 2011 | 2016 |
| ---- | ---- | ---- | ---- | ---- | ---- | ---- | ---- | ---- |
| 838  | 718  | 639  | 616  | 656  | 700  | 766  | 779  | 792  |

| 2021 | 2022 | - | - | - | - | - | - | - |
| ---- | ---- | - | - | - | - | - | - | - |
| 745  | 727  | - | - | - | - | - | - | - |

#### Pyramide des âges
En 2018, le taux de personnes d'un âge inférieur à 30 ans s'élève à 29,3 %, soit au-dessus de la moyenne départementale (29,2 %). À l'inverse, le taux de personnes d'âge supérieur à 60 ans est de 31,2 % la même année, alors qu'il est de 32,1 % au niveau départemental.
En 2018, la commune comptait 374 hommes pour 411 femmes, soit un taux de 52,36 % de femmes, légèrement supérieur au taux départemental (51,52 %).
Les pyramides des âges de la commune et du département s'établissent comme suit.
| Hommes | Classe d’âge | Femmes |
| ------ | ------------ | ------ |
| 1,3    | 90 ou +      | 1,2    |
| 8,4    | 75-89 ans    | 15,0   |
| 18,0   | 60-74 ans    | 17,9   |
| 21,7   | 45-59 ans    | 22,5   |
| 19,5   | 30-44 ans    | 15,7   |
| 13,5   | 15-29 ans    | 13,4   |
| 17,6   | 0-14 ans     | 14,1   |

| Hommes | Classe d’âge | Femmes |
| ------ | ------------ | ------ |
| 0,9    | 90 ou +      | 2,3    |
| 9      | 75-89 ans    | 11,5   |
| 20,6   | 60-74 ans    | 21,6   |
| 21,5   | 45-59 ans    | 20,7   |
| 17,4   | 30-44 ans    | 17,1   |
| 14,2   | 15-29 ans    | 12,1   |
| 16,4   | 0-14 ans     | 14,6   |

### Enseignement
Il y a à Brocas, une école maternelle et une école primaire qui accueillent environ 70 élèves.

### Sports

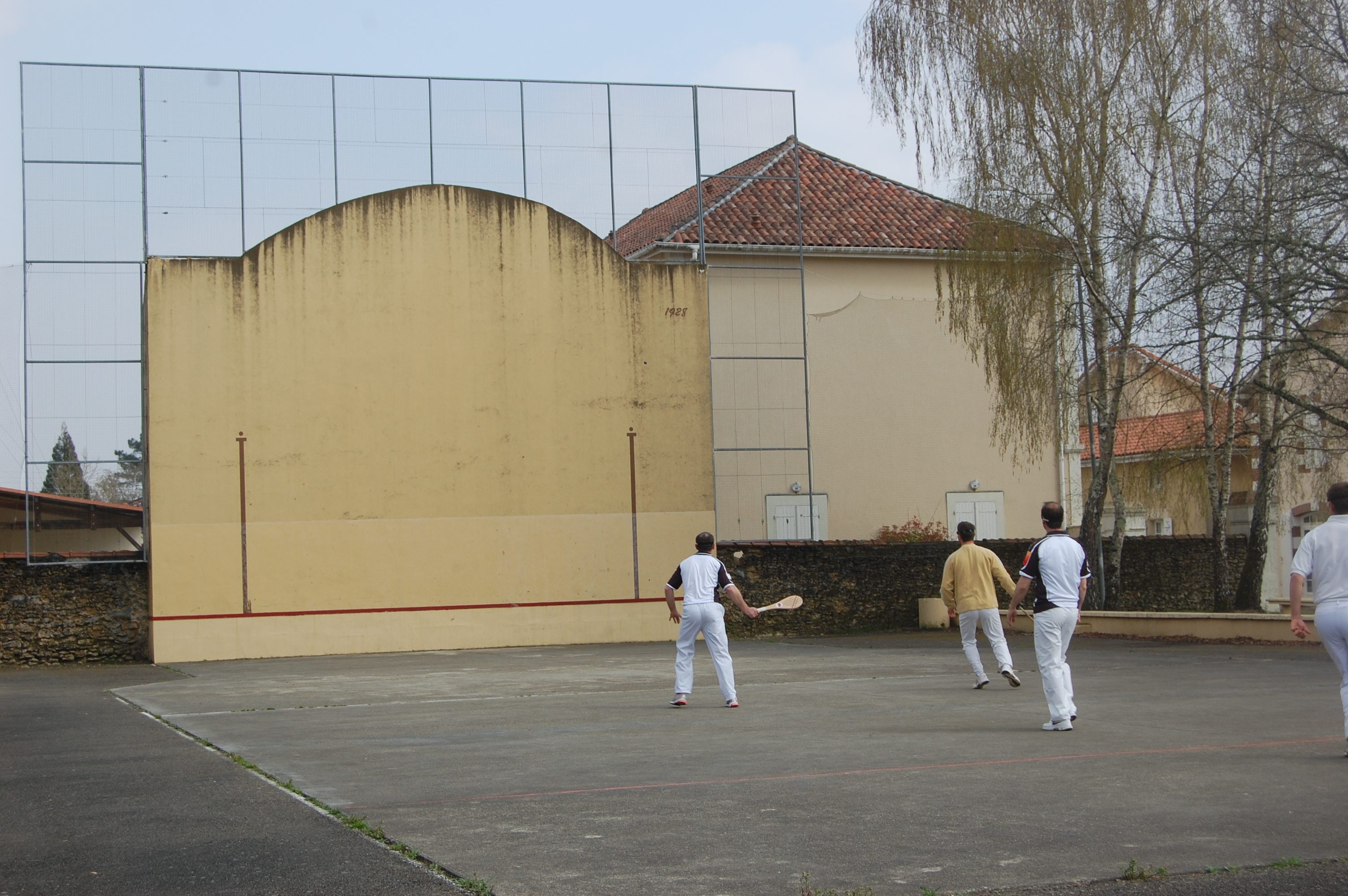
Vue du fronton de Brocas.

Il y a à Brocas, le terrain de football Raoul-Danné, deux terrains de tennis, un fronton, une salle de sports et un terrain de pétanque.

### Médias
Le journal Sud Ouest évoque régulièrement l'actualité locale. De plus, la commune édite un bulletin municipal d'information, consultable en ligne.

### Évènements
En avril 2013, s'est tenue à Brocas, l'« Opération libre »,, destinée à travailler collectivement autour de l'exploitation de données ouvertes relatives à la commune. Cette démarche était conduite par des associations investies dans la culture libre.

## Économie

### Revenus de la population et fiscalité
Selon l'enquête de l'Insee, le revenu moyen net par foyer était en 2009 de l'ordre de 20 337 euros par an. 50,8 % des foyers fiscaux de la commune étaient alors imposables.

### Emploi
En 2009, la population de Brocas se répartissait ainsi : 74,3 % d'actifs et 10.5 % de retraités. En 2009 toujours, le taux de chômage était de 6,1 % contre 5,9 % en 1999.

### Entreprises et commerces

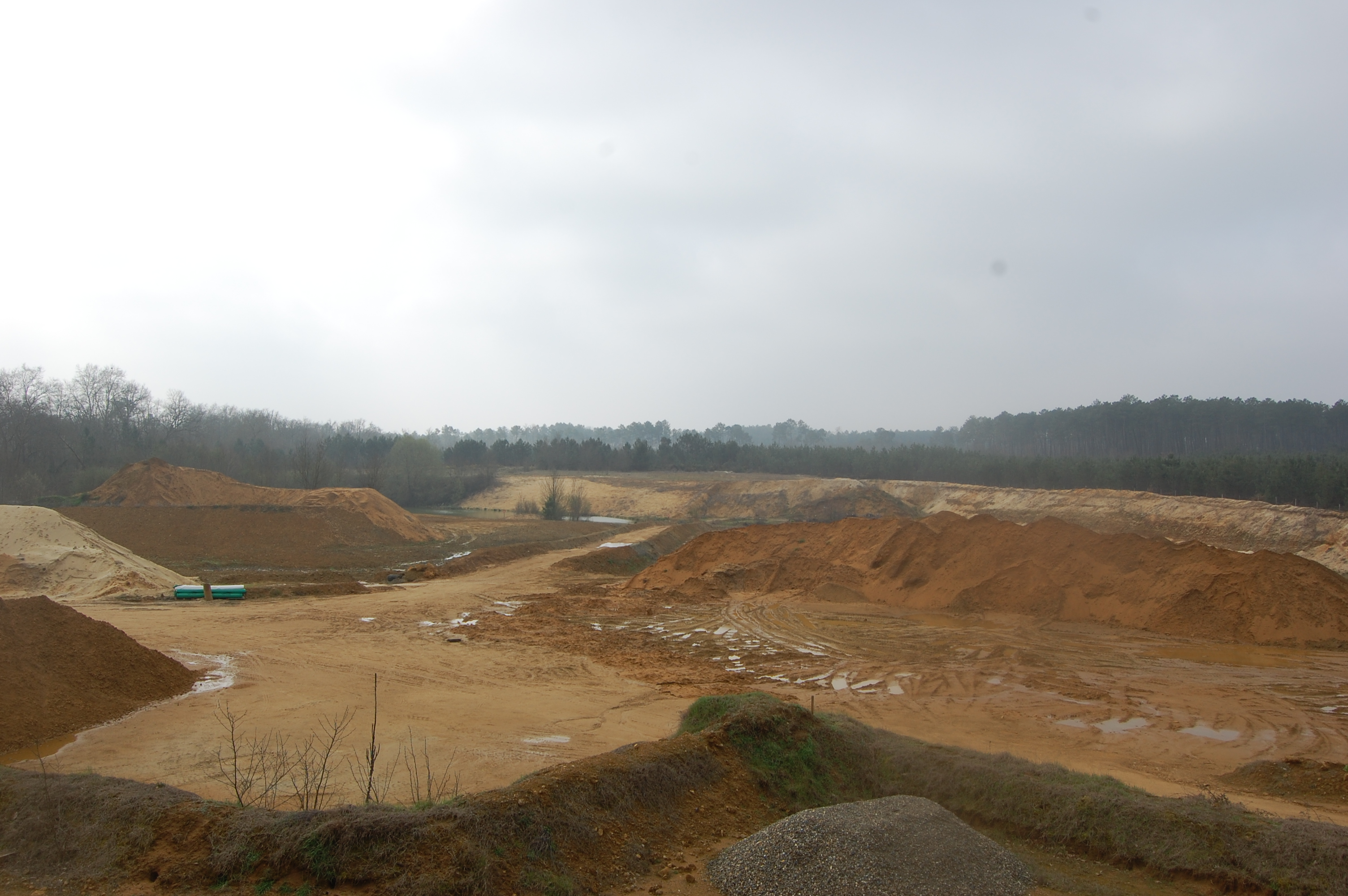
La carrière de Brocas en 2013.

Au 1er janvier 2011, le territoire de Brocas accueille 66 entreprises. Deux entreprises ont été créées (hors agriculture) en 2011, dont une entreprise individuelle.
Répartition des établissements par domaines d'activité au 1er janvier 2009
|                             | Ensemble | Agriculture | Industrie | Construction | Transports et services divers | Administration publ., enseignement, santé |
| --------------------------- | -------- | ----------- | --------- | ------------ | ----------------------------- | ----------------------------------------- |
| Nombre d'établissements     | 73       | 21          | 8         | 7            | 31                            | 6                                         |
| Part en %                   | 100,0 %  | 28,8 %      | 11,0 %    | 9,6 %        | 42,5 %                        | 8,2 %                                     |
| Sources des données : INSEE |          |             |           |              |                               |                                           |

La commune compte un certain nombre de commerces de proximité. Une carrière extrayant du sable se situe au sud-ouest de la commune, et a été active au moins entre 1990 et 1995.

#### Tourisme
La ville dispose d'un d'hôtel de neuf chambres et d'un terrain de camping nommé le « camping de l'Étang ».

## Culture et patrimoine

### Lieux et monuments
- les anciennes forges de Brocas : seul monument historique de la commune. L'ensemble est composé d'un haut fourneau, moulin à farine, atelier, grange, barrage, bief et installation hydraulique est inscrit aux monuments historiques par arrêté du 18 septembre 2006[62]. Le haut-fourneau mis en service en 1833 a été restauré par l'association « Les Amis des forges ». Un musée expose divers objets en fonte et propose une vidéo sur les techniques de moulage.
- le musée des forges de Brocas
- l'église Saint-Jean-Baptiste de Brocas a été construite en 1930 par Jules Sibien et Franck Bonnefous[63]. Elle abrite un autel du XVIIIe siècle attribué aux frères Mazzetti qui est classé aux monuments historiques au titre objet[64] ainsi que plusieurs objets inventoriés
- le château d'Aon, attesté dès le XVIIe siècle, ancienne demeure du baron de Brocas
- le château de la Salle
- le cercle des Travailleurs est l'un des onze Cercles de Gascogne
- les arènes de Brocas sont des arènes fixes situées à l'est du village et pouvant accueillir jusqu'à 1 000 personnes
- la ganadería de Malabat, qui comporte des arènes privées
- la fontaine Saint-Jean-Baptiste
- la borne de la « Sauveté du Garbachet », érigée en pierres coquillères[65]

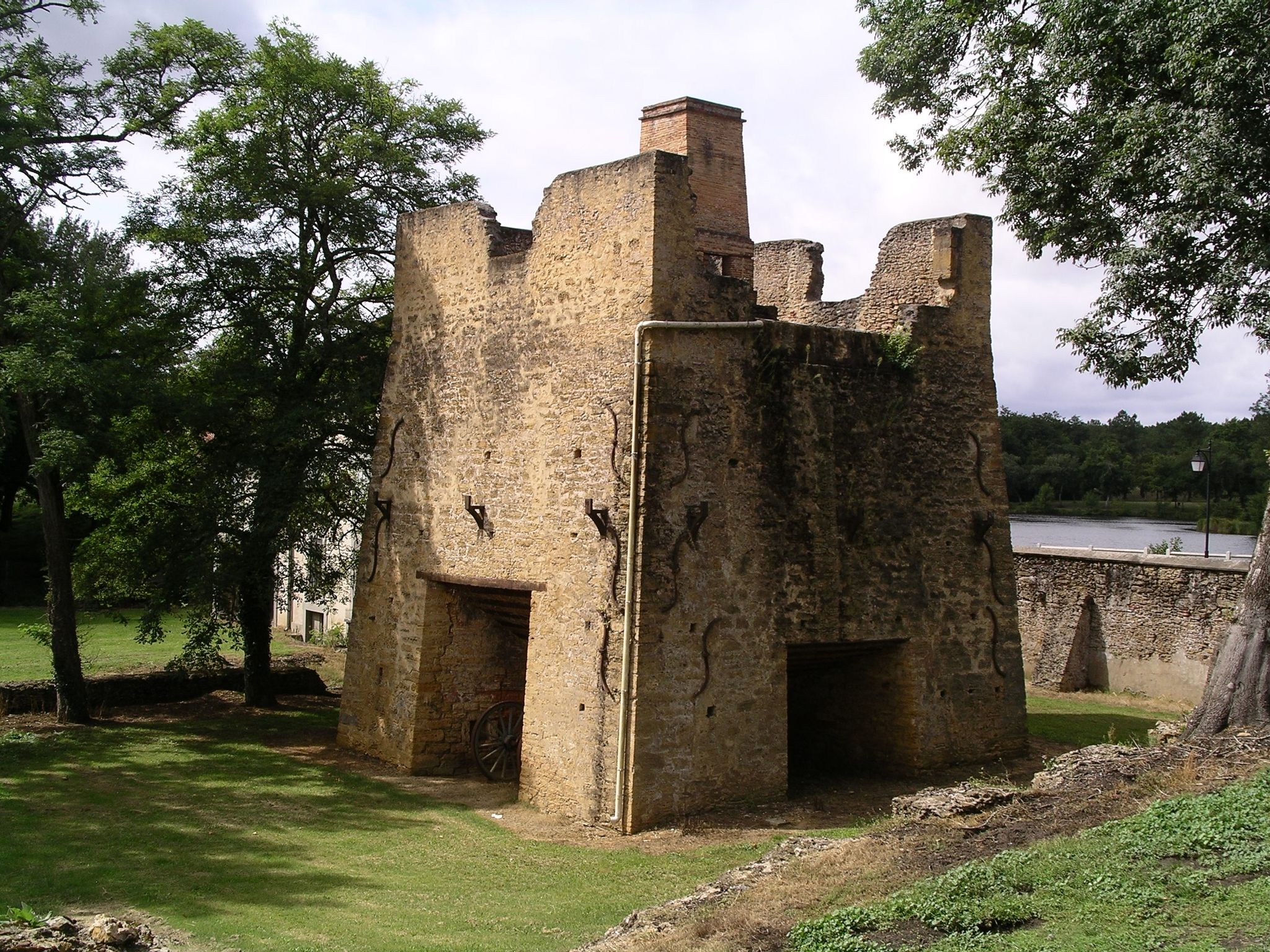
Haut fourneau restauré des anciennes forges de Brocas.
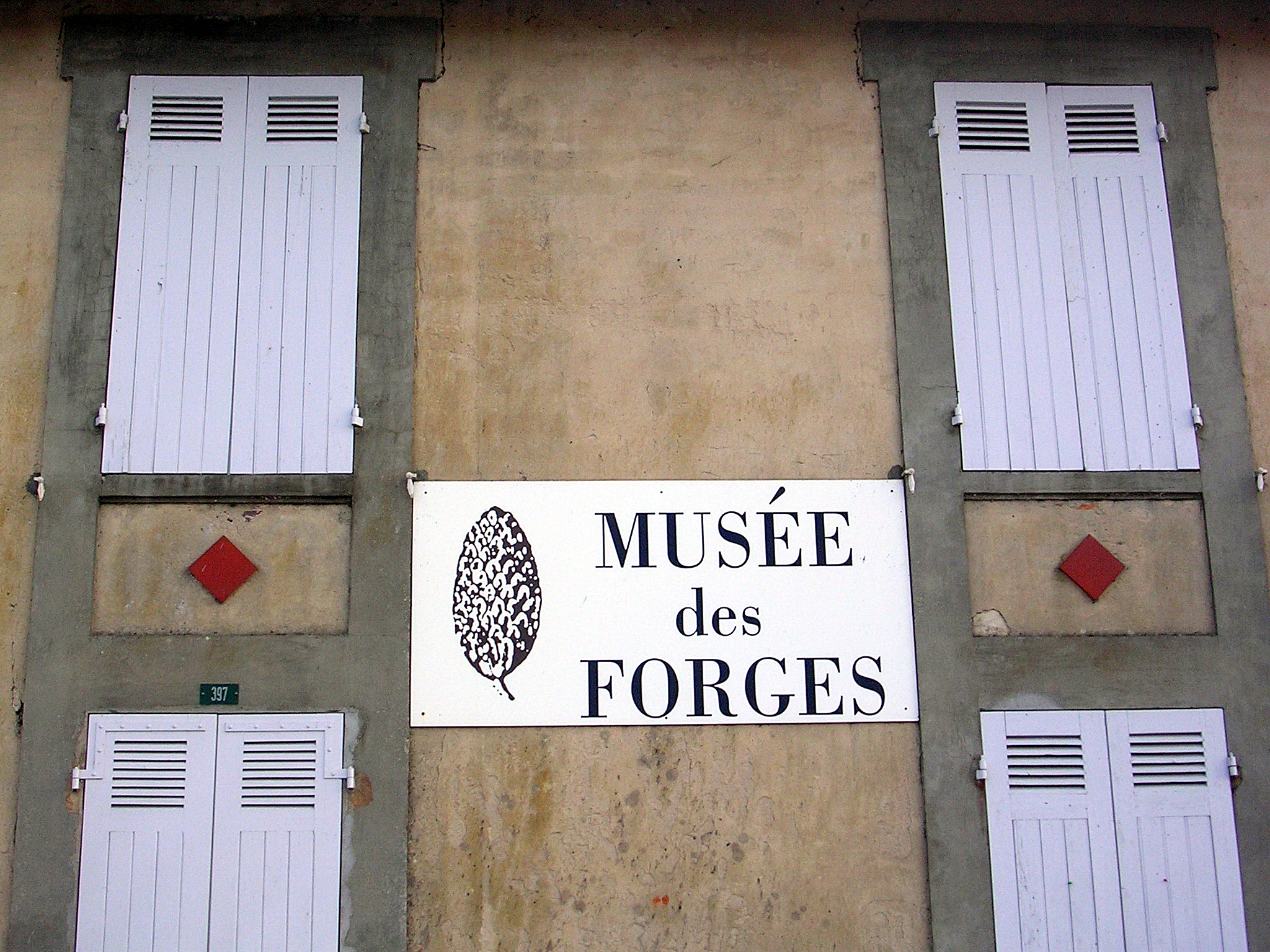
Façade du musée des Forges.
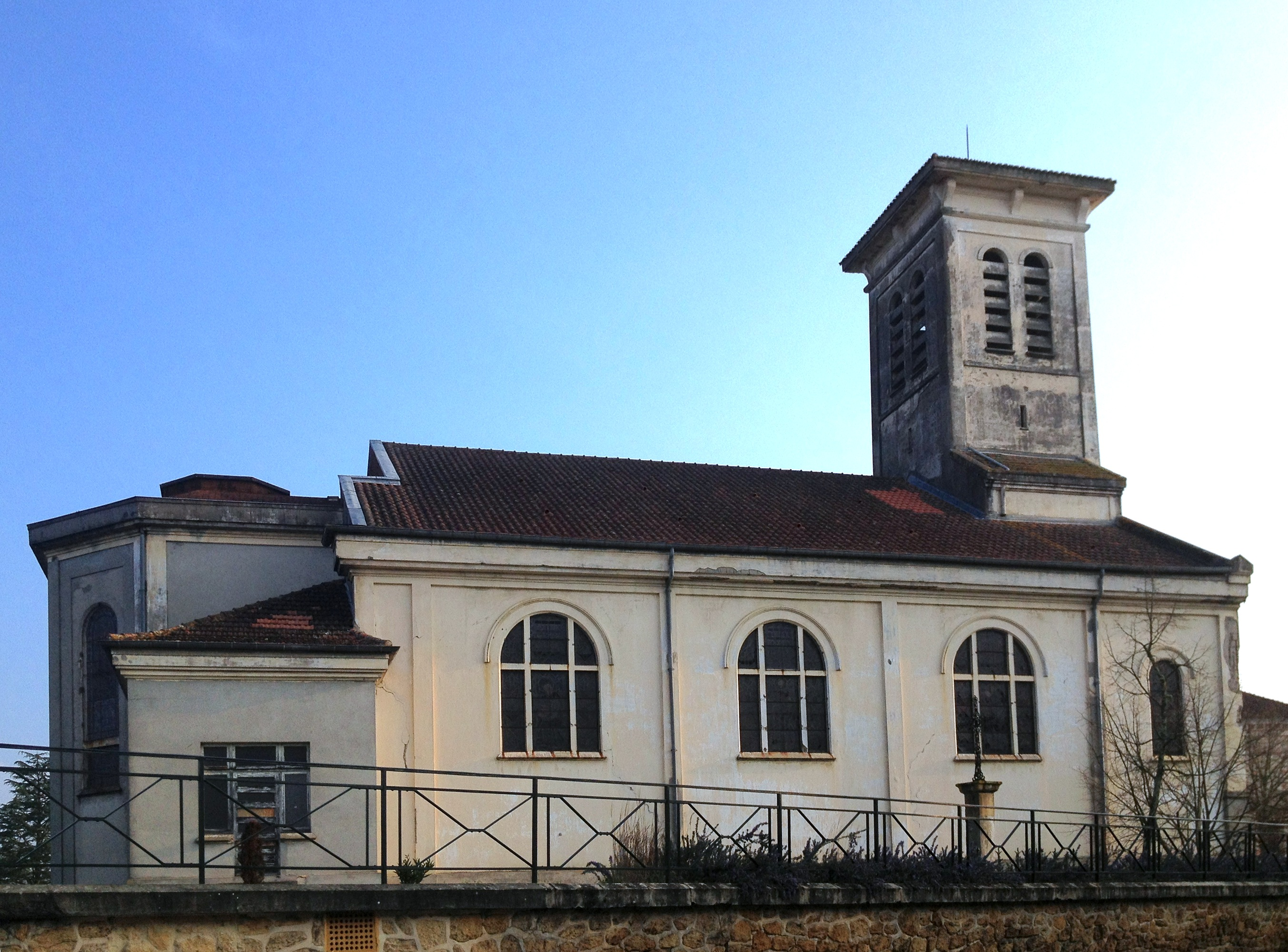
Église Saint-Jean-Baptiste de Brocas
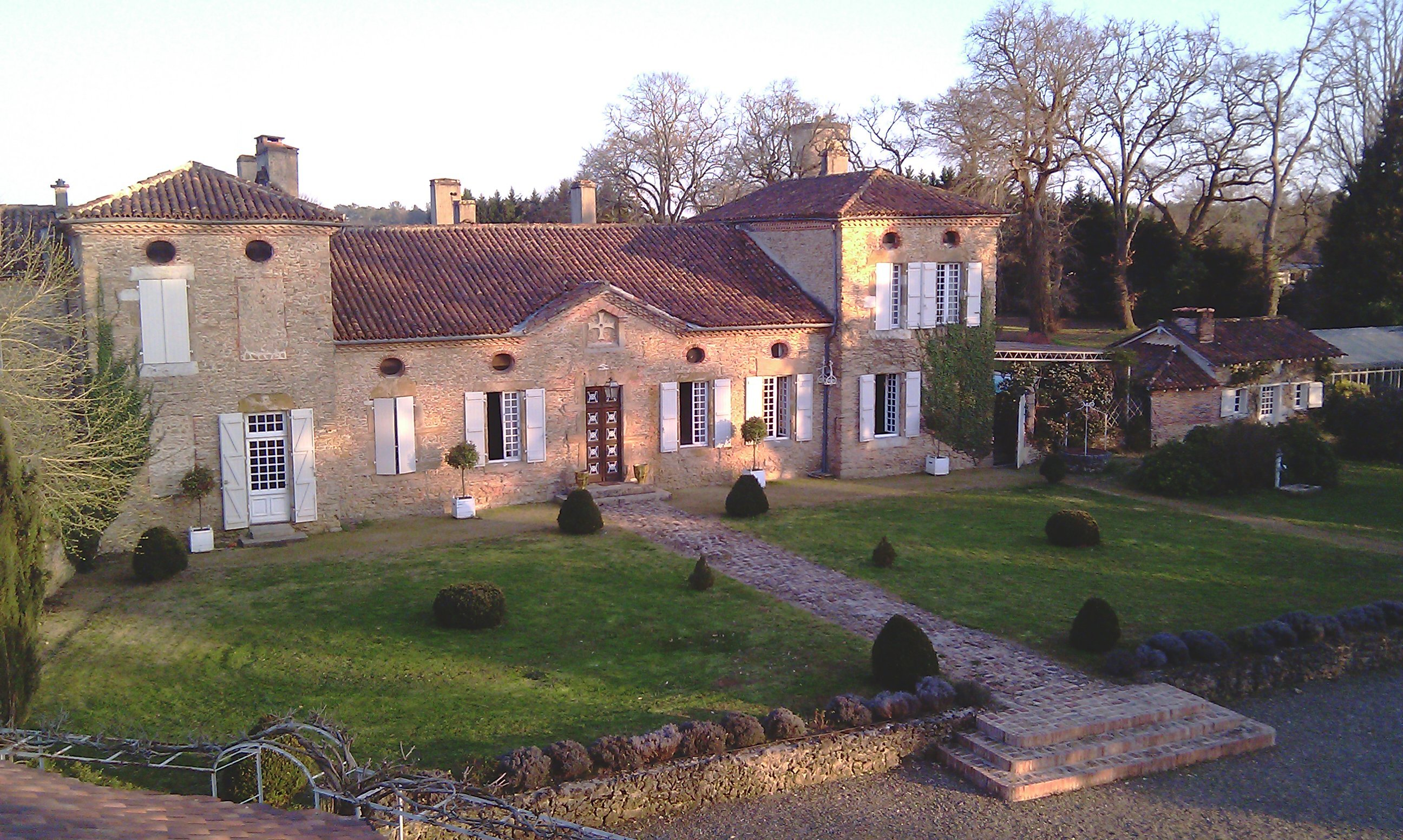
Château d'Aon.
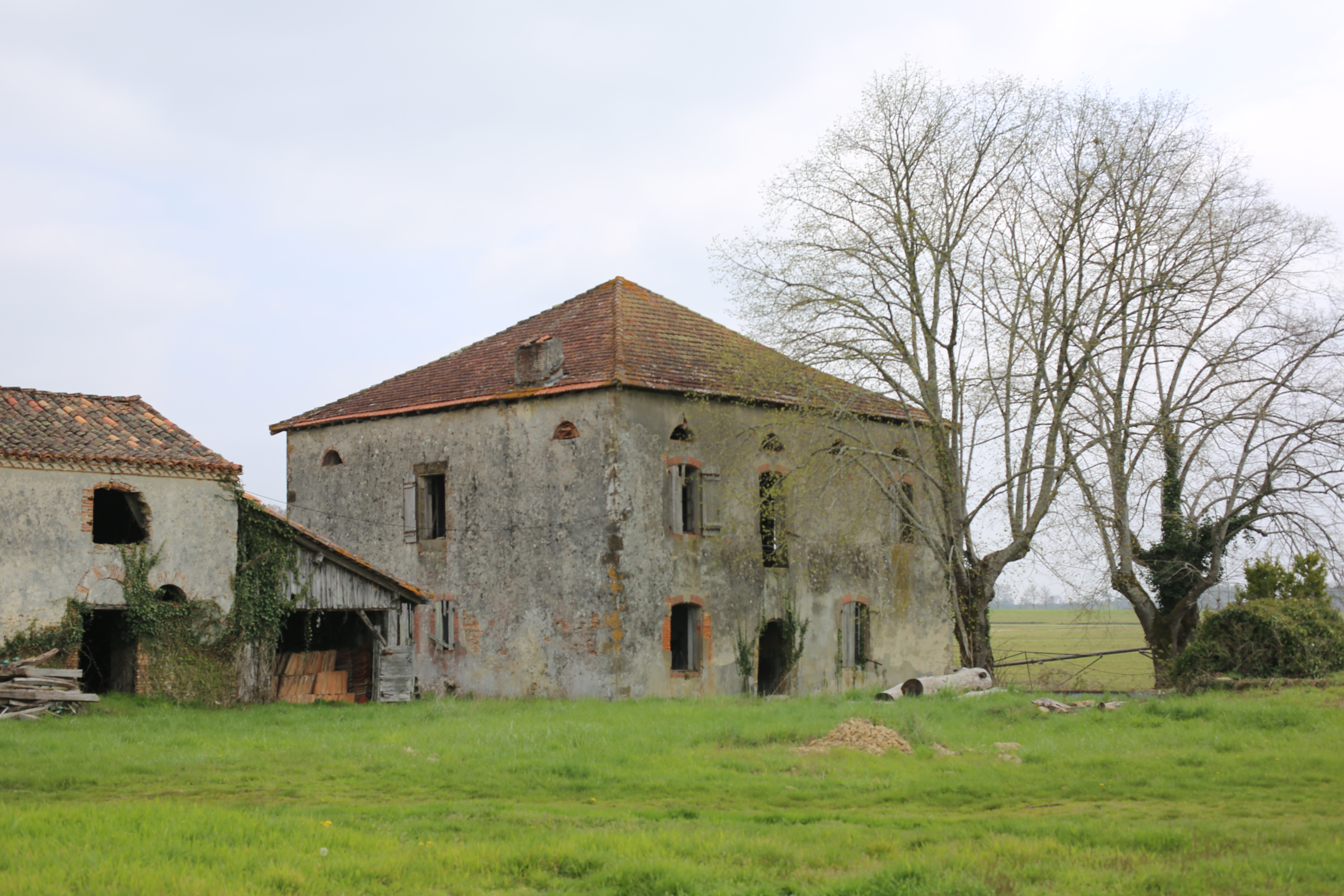
Château de la Salle.
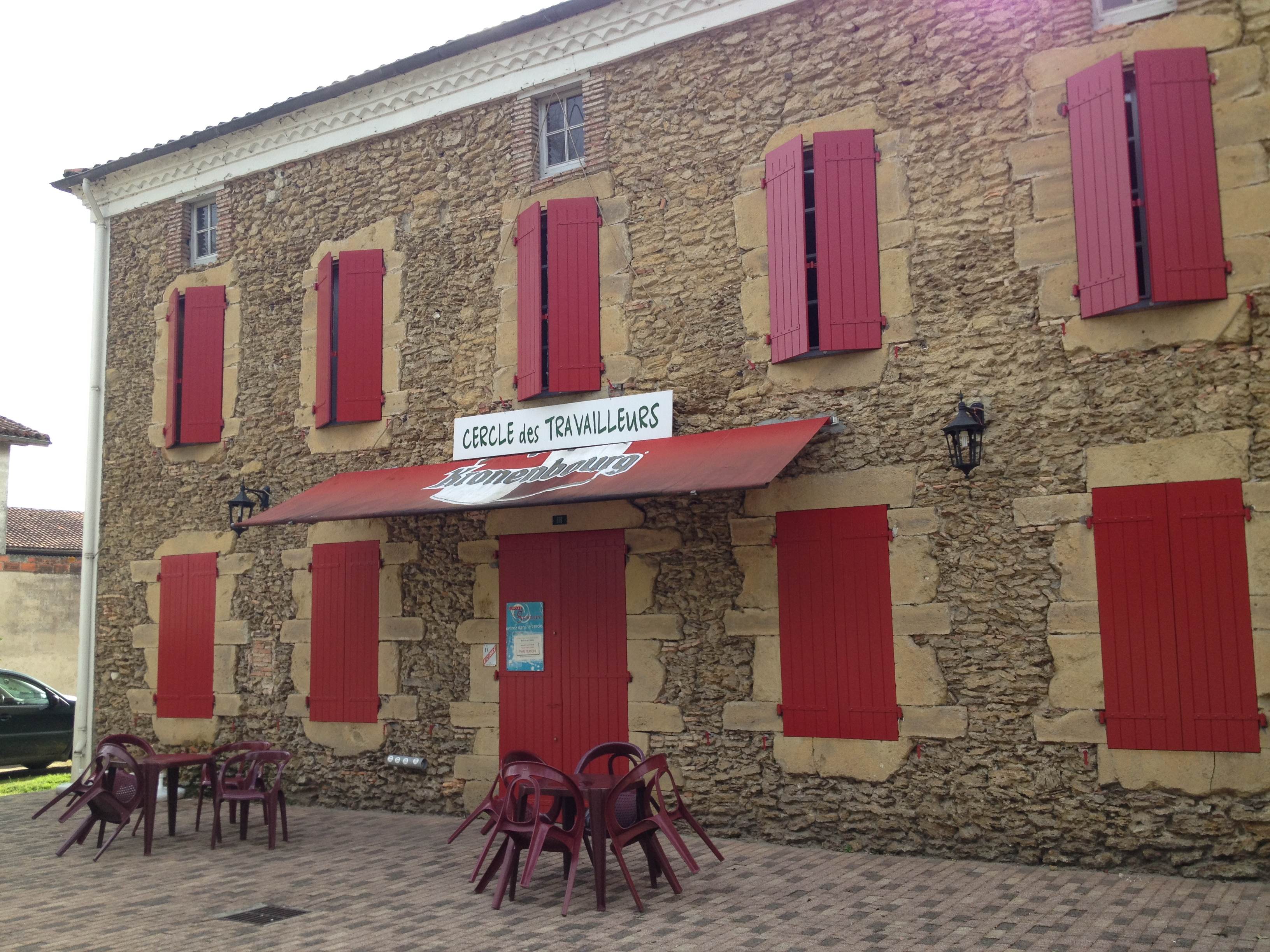
Cercle des Travailleurs.
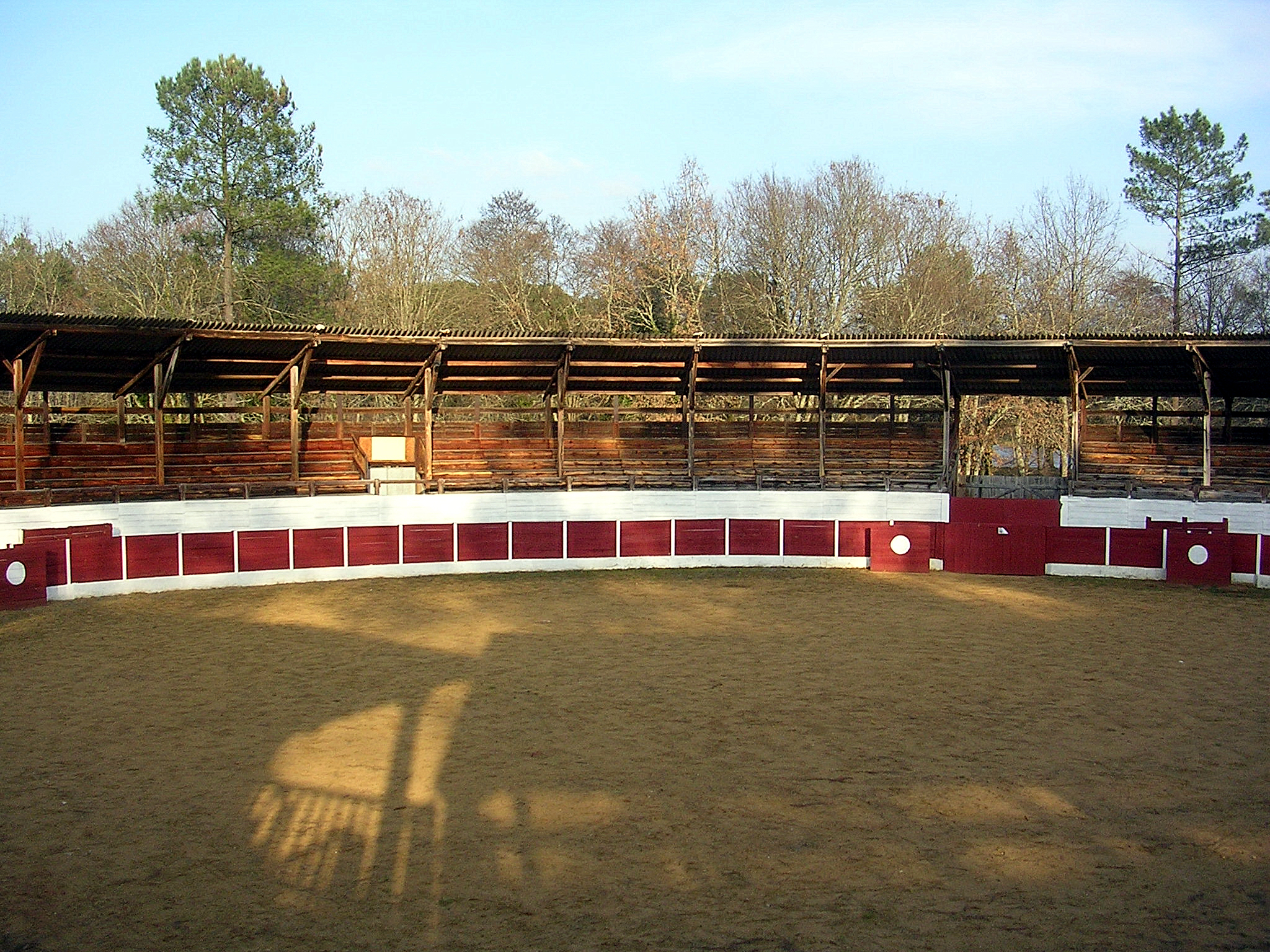
Piste des arènes en bois de Brocas.
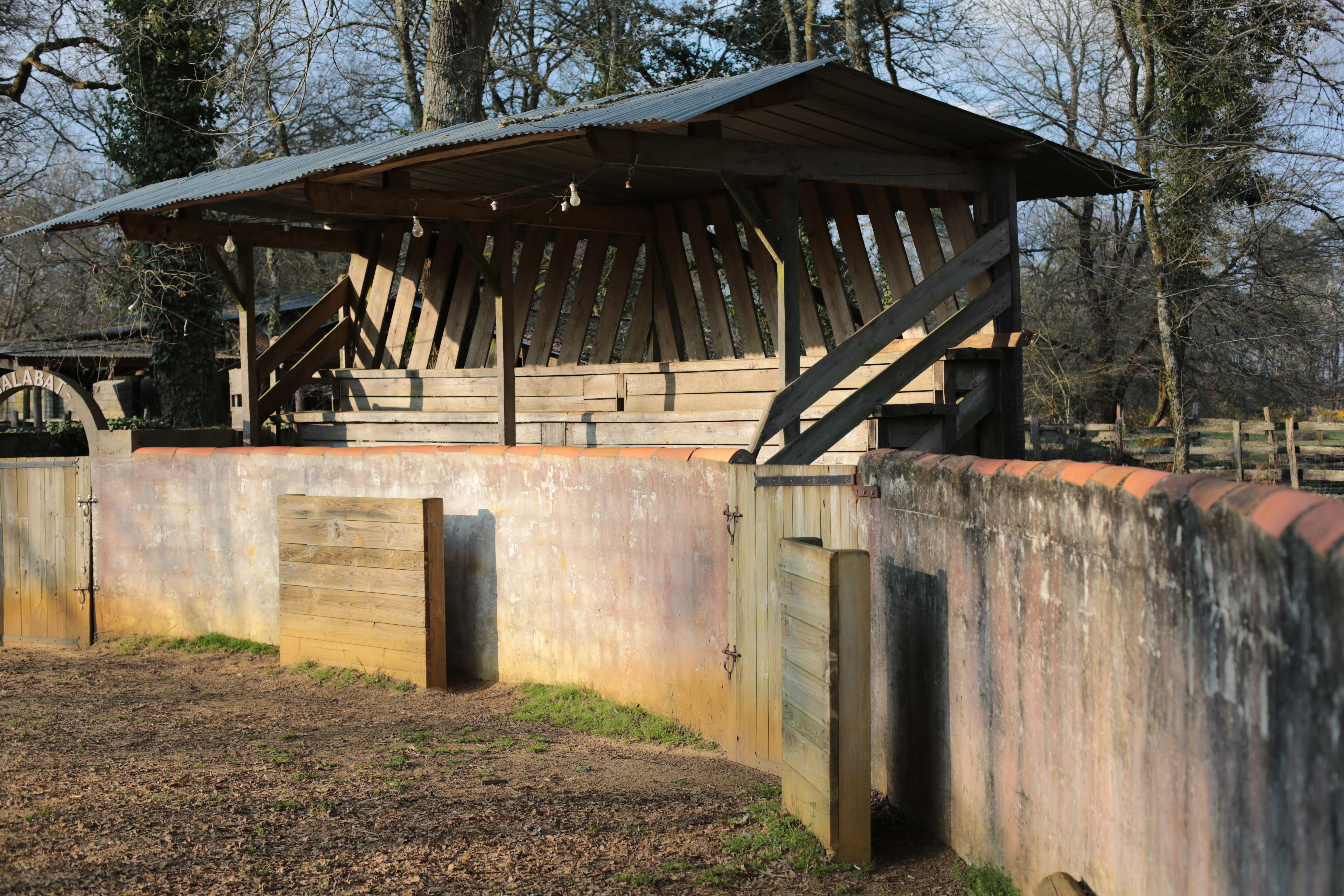
Gradins des arènes privées de la ganadería.
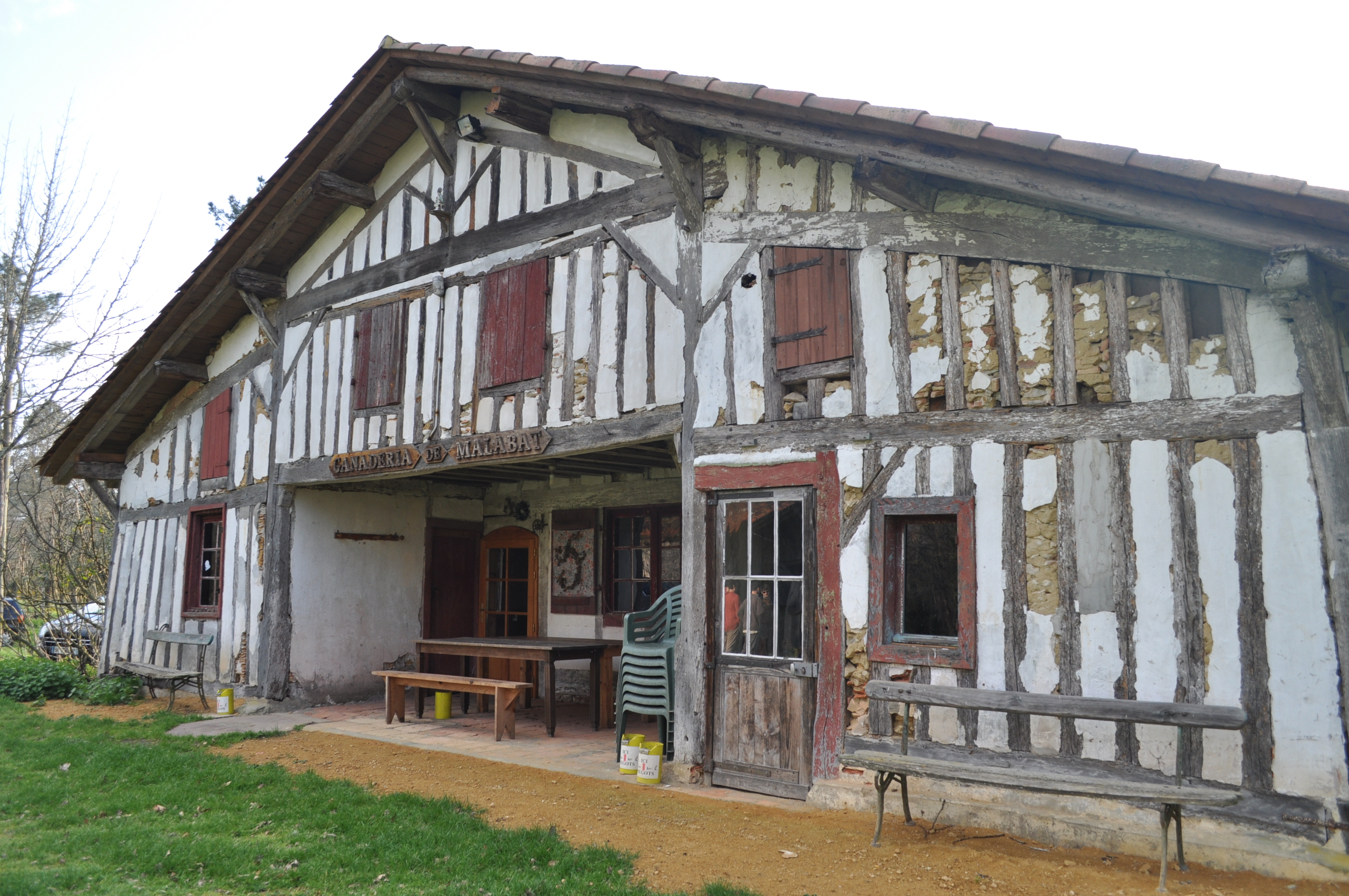
Ganadería de Malabat, ancienne maison landaise.
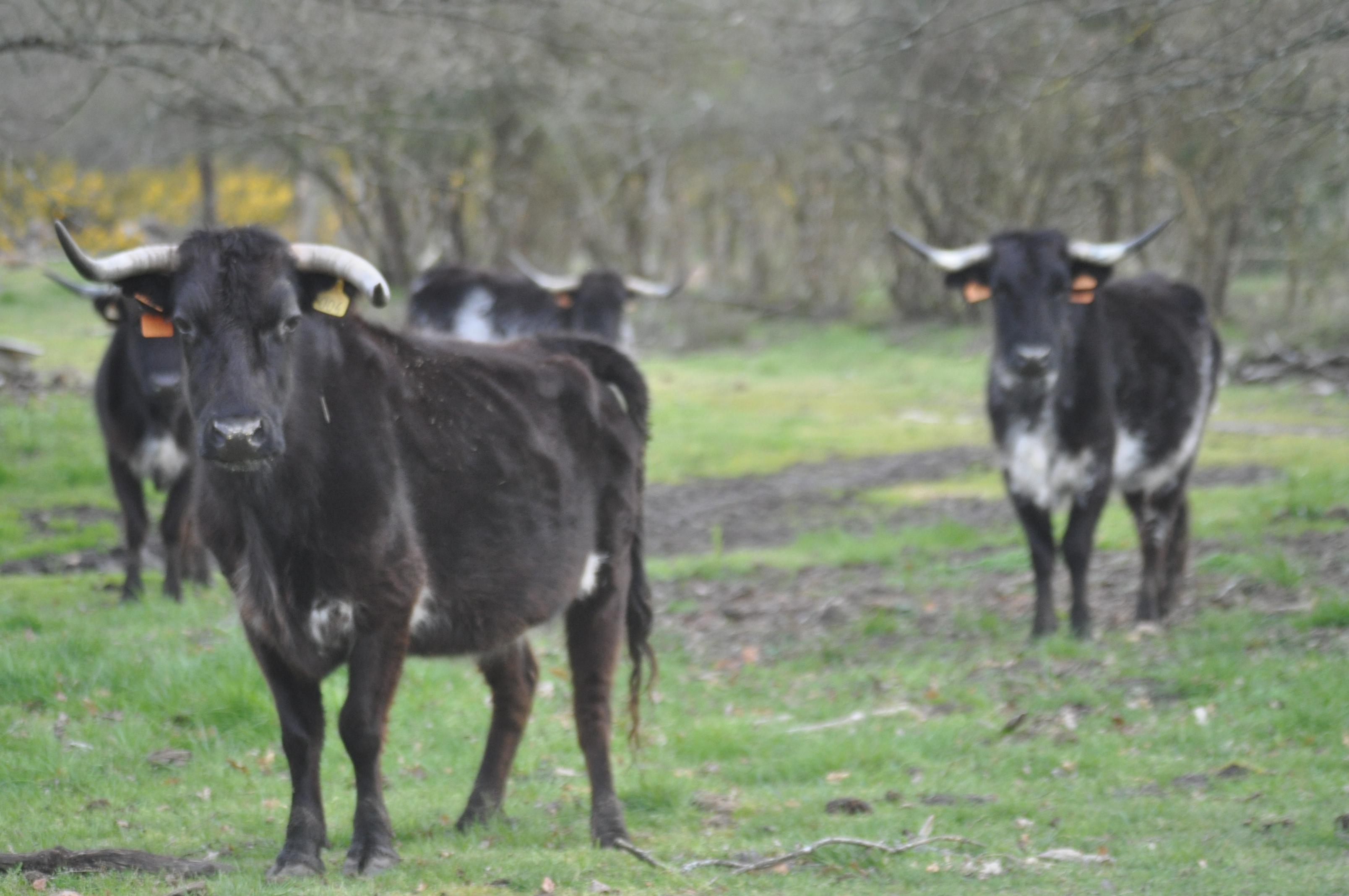
Élevage de coursières de la ganadería.
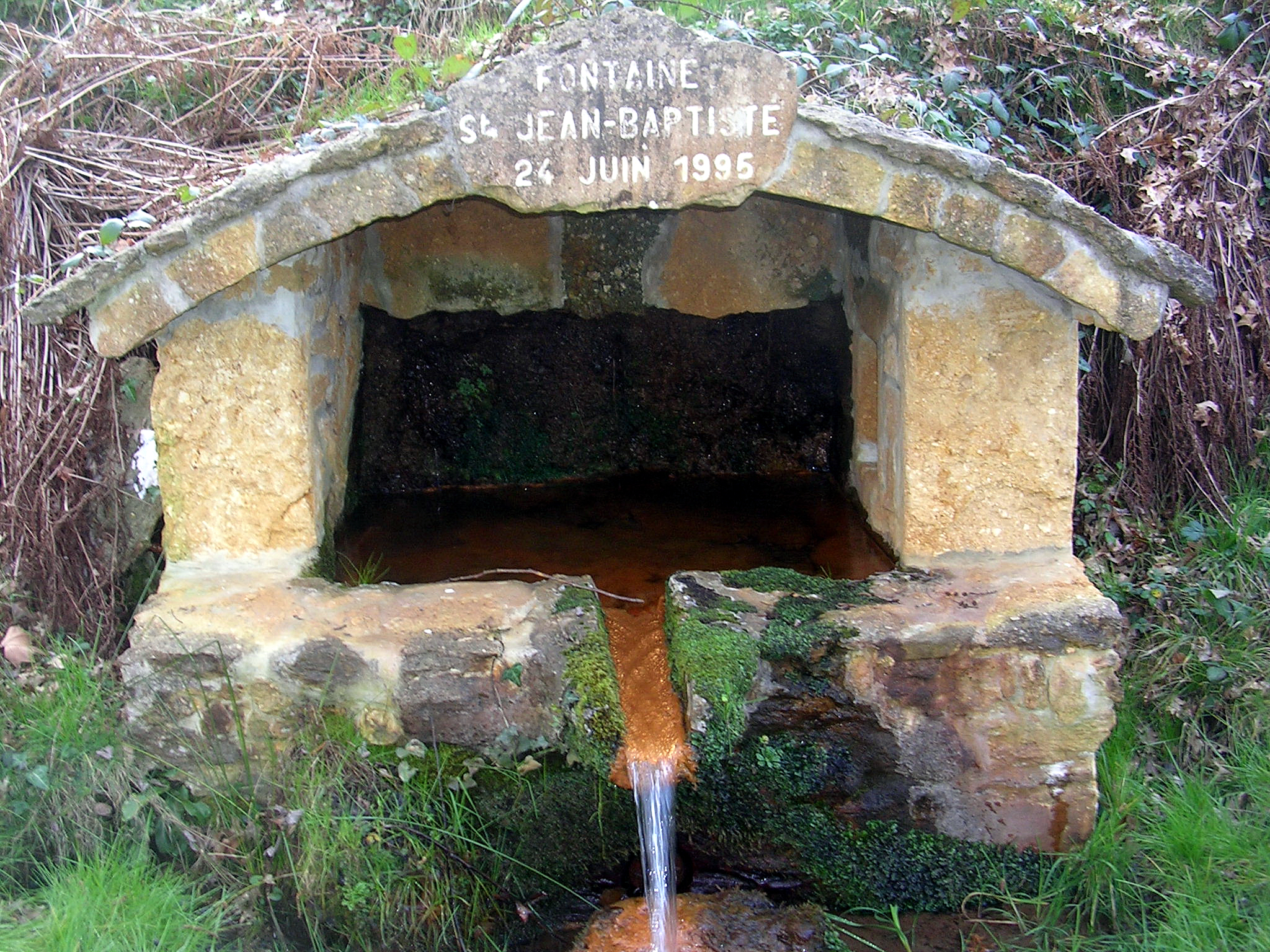
Fontaine Saint-Jean-Baptiste.
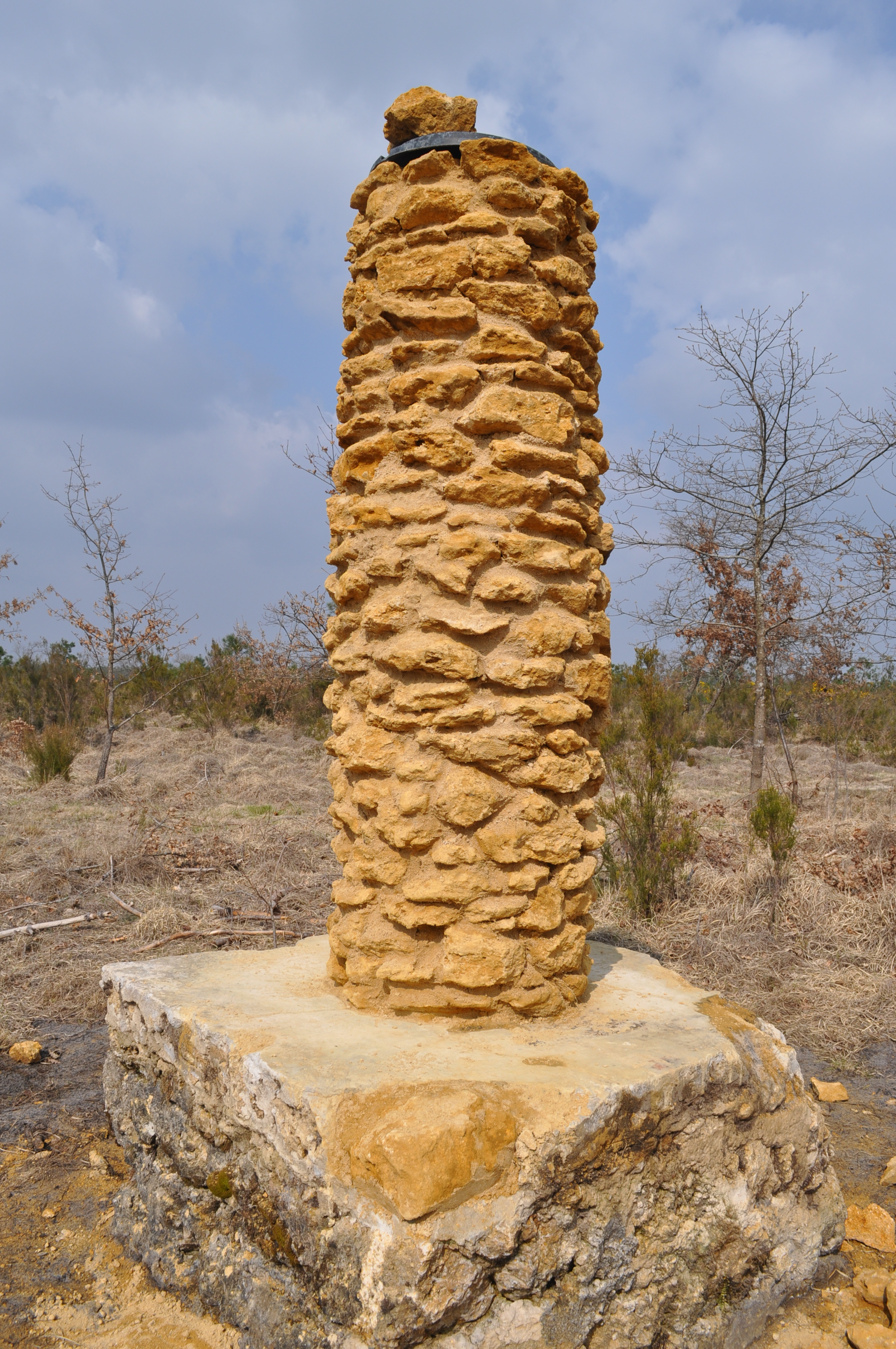
Borne de la « Sauveté du Garbachet ».

### Patrimoine naturel
Il existe plusieurs zones naturelles protégés sur le territoire de la commune. La plus importante est le parc naturel régional des Landes de Gascogne mais il existe aussi deux zones naturelles d'intérêt écologique, faunistique et floristique (ZNIEFF) : d'une part la vallée de l’Estrigon qui s’étend sur 1 928 hectares et d'autre part le moulin de Brocas de 2 hectares.
Il existe aussi deux sites du réseau Natura 2000 de type site d'intérêt communautaire (SIC) : le réseau hydrographique des affluents de la Midouze s’étendant sur 4 914 hectares et le site des lagunes de Brocas s'étendant sur 6 hectares.
À noter également l'étang de retenue situé à l'entrée du village, qui constitue un lieu de plaisance, en particulier l'été.

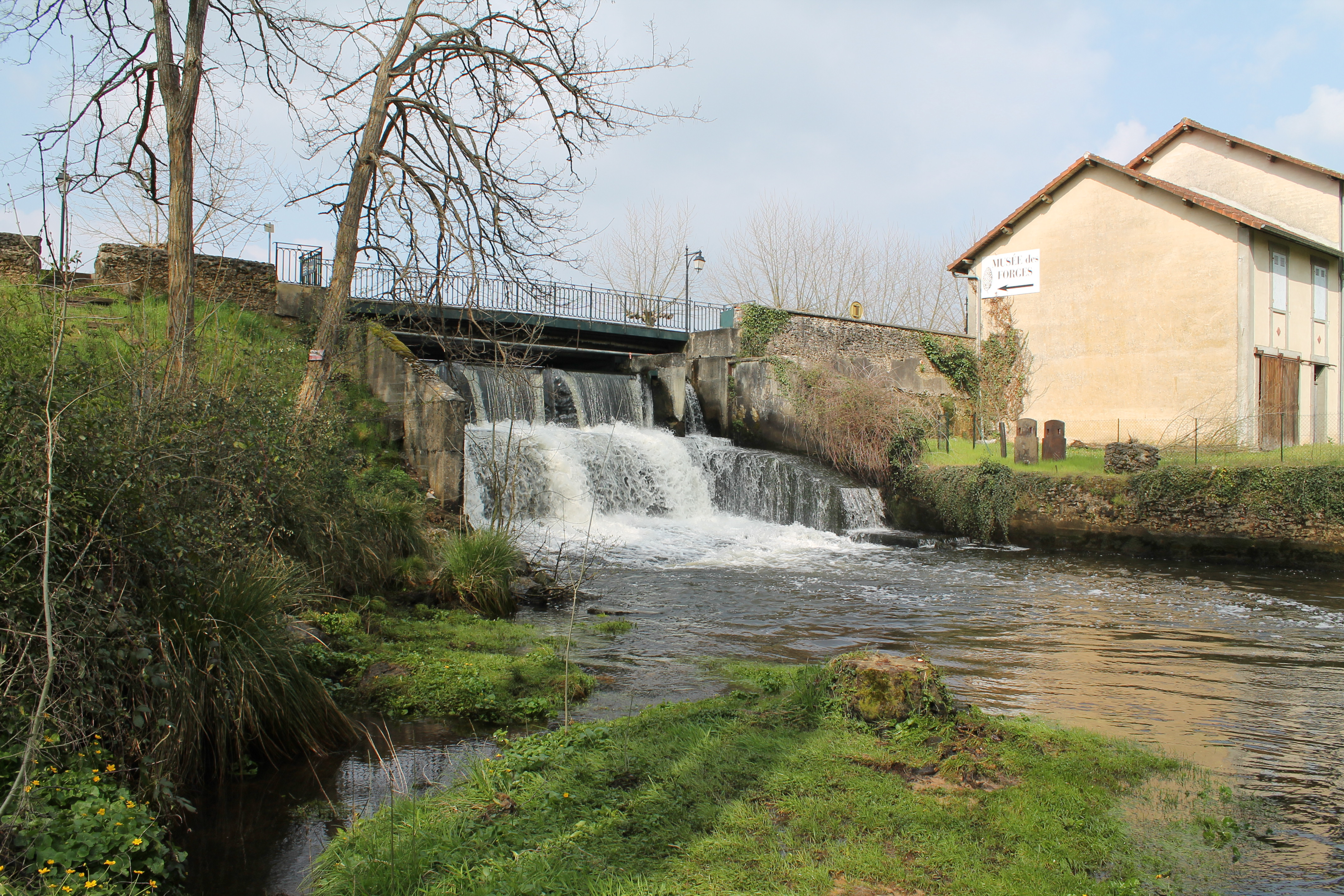
L'Estrigon à Brocas.
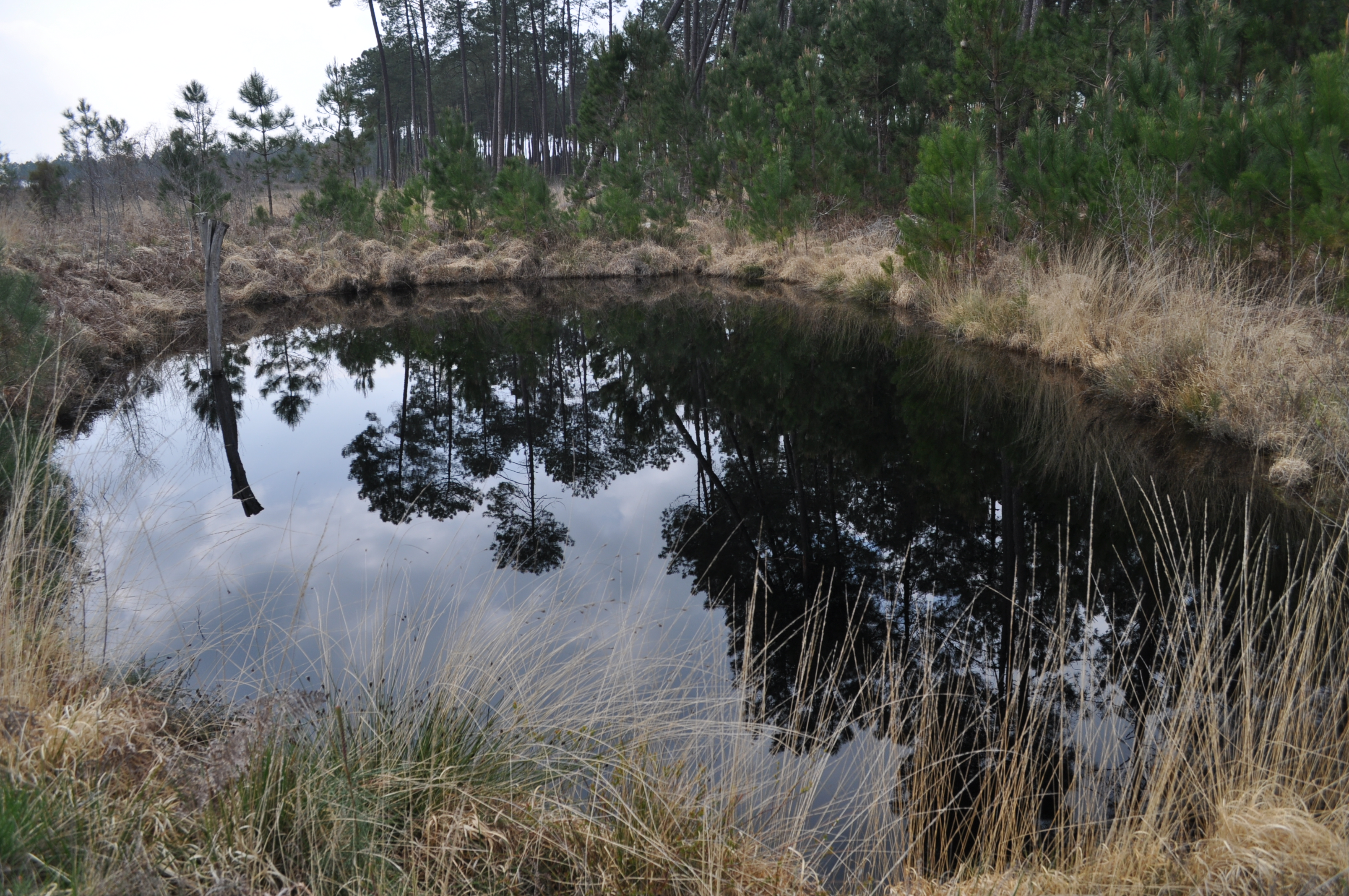
Mare naturelle de la zone des lagunes de Brocas.
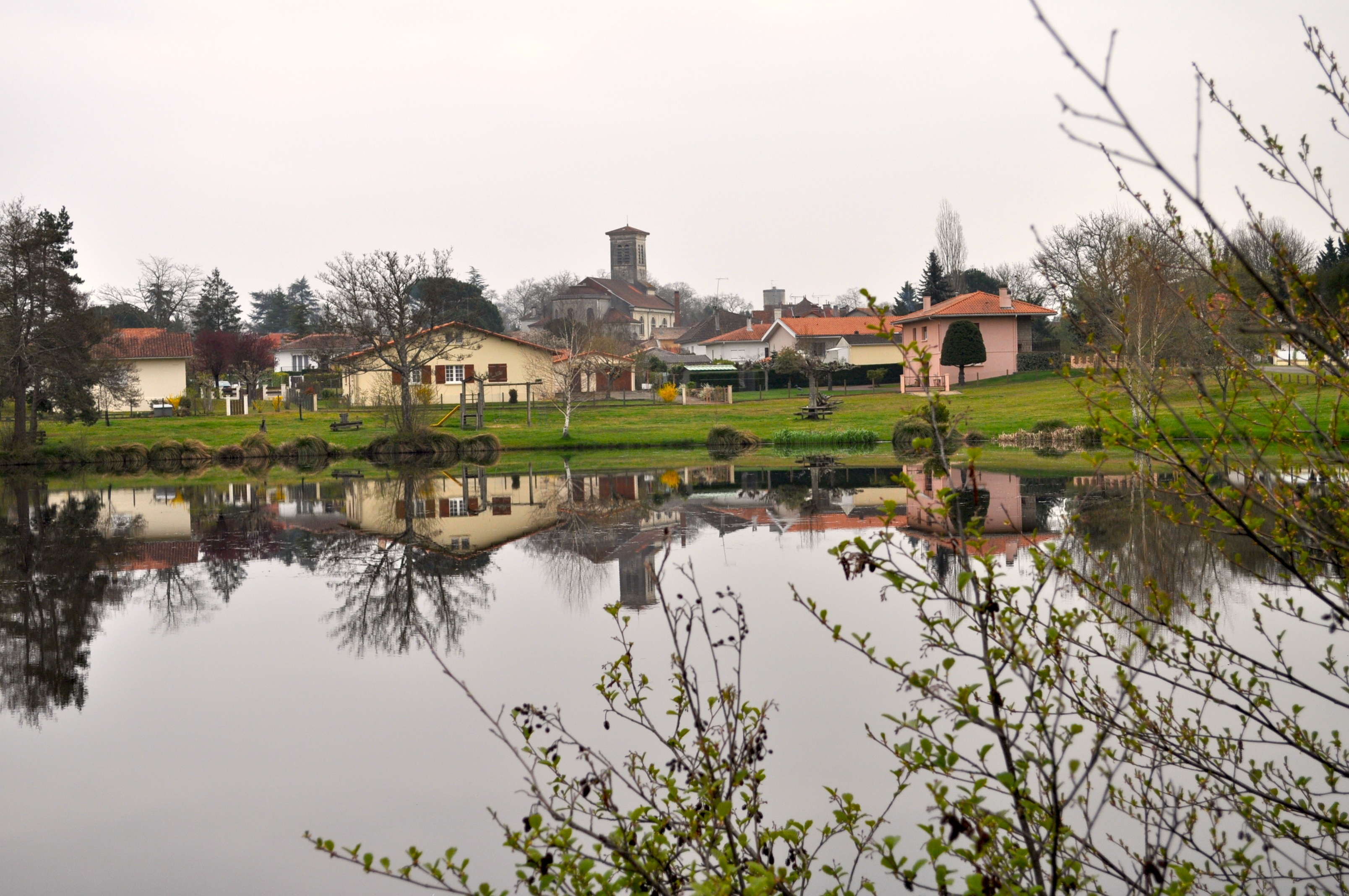
L’église depuis l’étang de retenue.

### Mosaïque de Brocas
| Image externe | |
|               | Guienne monumentale : mosaïque trouvée à Brocas aux forges de M. l'Areillet (Landes) - lith. par P. B. (1842-1844) |

En faisant des travaux dans un pré en 1840, sur le bord de l'Estrigon à proximité de l’étang et des anciennes forges, une mosaïque a été découverte et marque probablement l’emplacement des vestiges d'une villa romaine.
La mosaïque est décrite dans une lettre envoyée le 12 novembre 1841, par le capitaine d'artillerie V. Brongniart à Raoul Rochette (secrétaire perpétuel de l'Académie des Beaux-Arts) : composée de marbres blanc, bleu et jaune et de briques rouge pâle et rouge brun ; 3,10 m par 3,50 m environ, composé de pierres d'un centimètre cube.
L'endroit est désormais le lieu-dit nommé Pré de la mosaïque.

### Personnalités liées à la commune
- Robert Bézos (1882 - 1948), homme politique, est décédé dans la commune.
- Adolphe Larreillet (1805 - 1843), industriel, fondateur des forges de Brocas. Il meurt noyé à Brocas, lors d'une crue de l'Estrigon.

### Logo
|  | Logo de la commune de Brocas |